# ディープホルツ
ディープホルツ (ドイツ語: Diepholz, ドイツ語発音: [ˈdiːphɔlt͜s] ( 音声ファイル)、低地ドイツ語: Deefholt) は、ドイツ連邦共和国ニーダーザクセン州ディープホルツ郡の市である。同郡で4番目に大きな街であり、郡庁所在地である。かつてはハノーファー行政管区に属していた。ディープホルツは1994年からダンメ、ディープホルツ、ローネ、フェヒタからなる都市カルテットを形成している。

## 地理

### 位置
ディープホルツは、ブレーメン（北東 65 km）、オルデンブルク（北東 70 km）、オスナブリュック（南西 50 km）の間に位置している、ダンマー・ベルクの北東、デュンマー湖の北側のディープホルツァー・モーアニーデルング（ディープホルツ低湿地）に位置している。

### 河川
多くの河川が南から、デュンマー湖から流れだし、湿原を通って、ディープホルツを流れている。本市はフンテ川（西）とシュトローテ川（東）に緊密に囲まれている。ローネ川が本市を貫いている。この川は市役所近くの街の中心部でフォルダーローネ川とヒンターローネ川に分かれる。両川筋はすぐに合流し、これ以後はフレーテ川と呼ばれる。
東側をグラヴィーデ川が流れている。もう1本の街の近くを流れる川がヴェーテリング川である。この川はフンテ川の支流である。

### 隣接する市町村
ディープホルツは、北東から時計回りに、ドレッバー、ヴェッチェン、レムブルーフ（以上、ディープホルツ郡）、ダンメ、シュタインフルト、ローネ、フェヒタ（以上、フェヒタ郡）と境を接している。
この他の近隣主要都市は、ブレーメン（北東 65 km）、ニーンブルク/ヴェーザー（東 62 km）、オスナブリュック（南西 51 km）、リンゲン (エムス)（西 80 km）がある。

### 市の構成
自治体としてのディープホルツ市は多くの市区を含む中核市部ディープホルツ (44.59 km2) と、地域再編でディープホルツ市に統合されたアッシェン (32.01 km2)、ザンクト・ヒュルフェ (15.75 km2)、ヘーデ (12.12 km2) の各地区からなる。

### 気候
ディープホルツ周辺は、北海からの湿った北西風による影響を受けた穏やかな海洋性気候が支配的である。ディープホルツの長期平均気温は 8.5 から 9.0℃、降水量は約 700 mm である。5月から8月までの間に平均20日から25日の夏日（最高気温が25℃を超える日）が観測される。

## 歴史

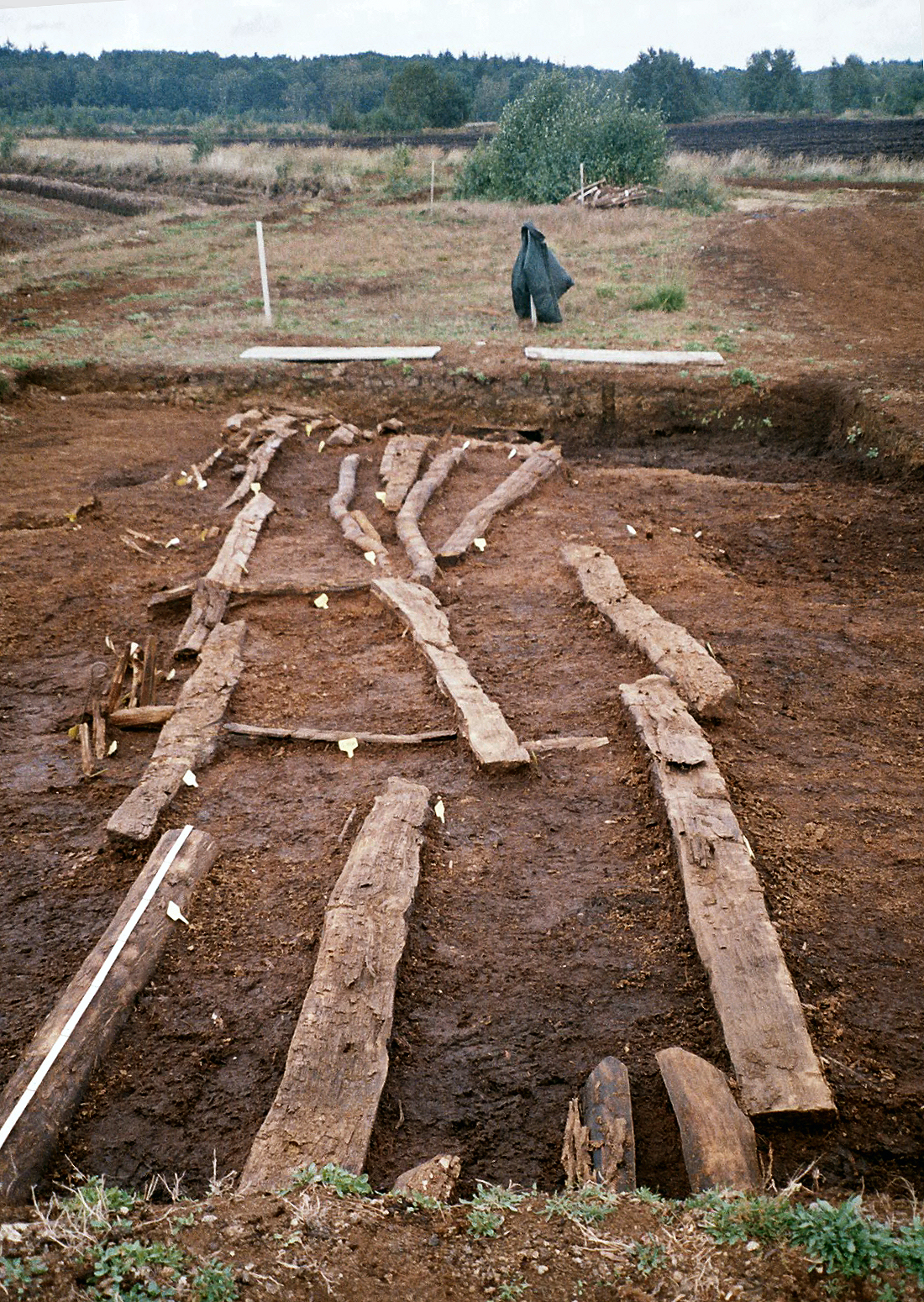
アッシェナー・モーアの古代の湿地の道

ディープホルツ市の起源は、10世紀から11世紀にこの付近に水城を築いた貴族テフホルテ家にまで遡る。
ディープホルツ (Diepholz) という名前は、おろらく古ザクセン語の devern（振動する）に由来し、木 (Holz) で覆われた湿地の土地が波打つように存在していることを表現している。地名は Thefholte から Deefholt を経て Diepholz となった。
1380年にヨハン3世フォン・ディープホルツは、住民にオスナブリュックと同等の都市権を授けた。ディープホルツの当主は1531年に伯に叙され、ブラウンシュヴァイク＝リューネブルク公のレーエン権を得た。ディープホルツ伯の家系は1585年に断絶した。このためその所領はブラウンシュヴァイク＝リューネブルク公領となった。しかし、1523年の段階ですでにヘッセン＝カッセル方伯からレーエンとして得ていたアムト・アウブルクはこれに含まれなかった。18世紀から19世紀にディープホルツはホーヤ伯領とともにハノーファー選帝侯領（後にハノーファー王国）で州を形成した。

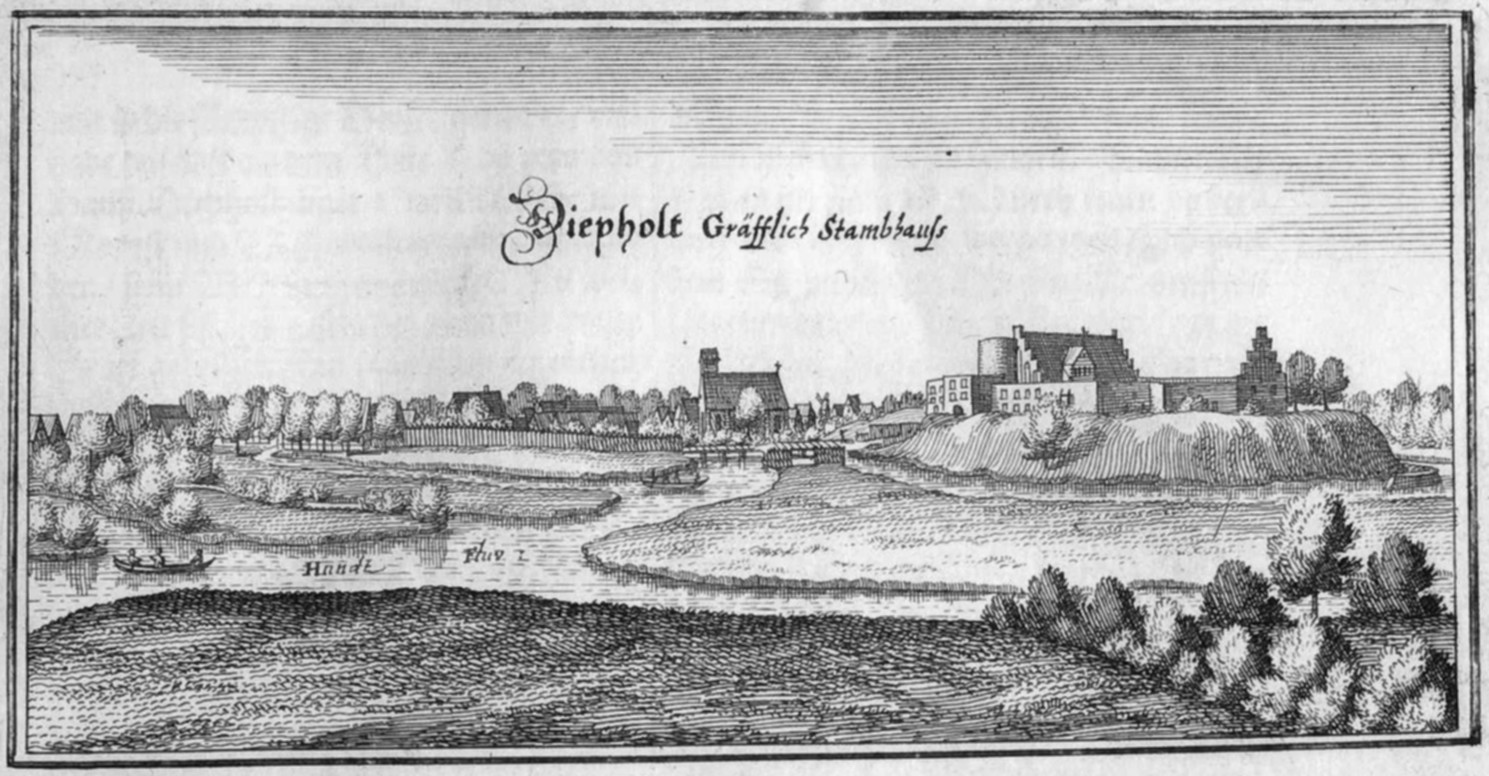
1654年に出版されたマテウス・メーリアンの銅版画に描かれたディープホルツ

城は、最後のディープホルツ伯が亡くなるまで、その居館であり続けた。10世紀に建設されたこの城は、三十年戦争で一部が破壊され、後にリューネブルク＝ツェレ公クリスティアン＝ルートヴィヒによって再建された。高さ 43 m の塔は現在も遺っている。この城は1852年以降はアムト裁判所となった。

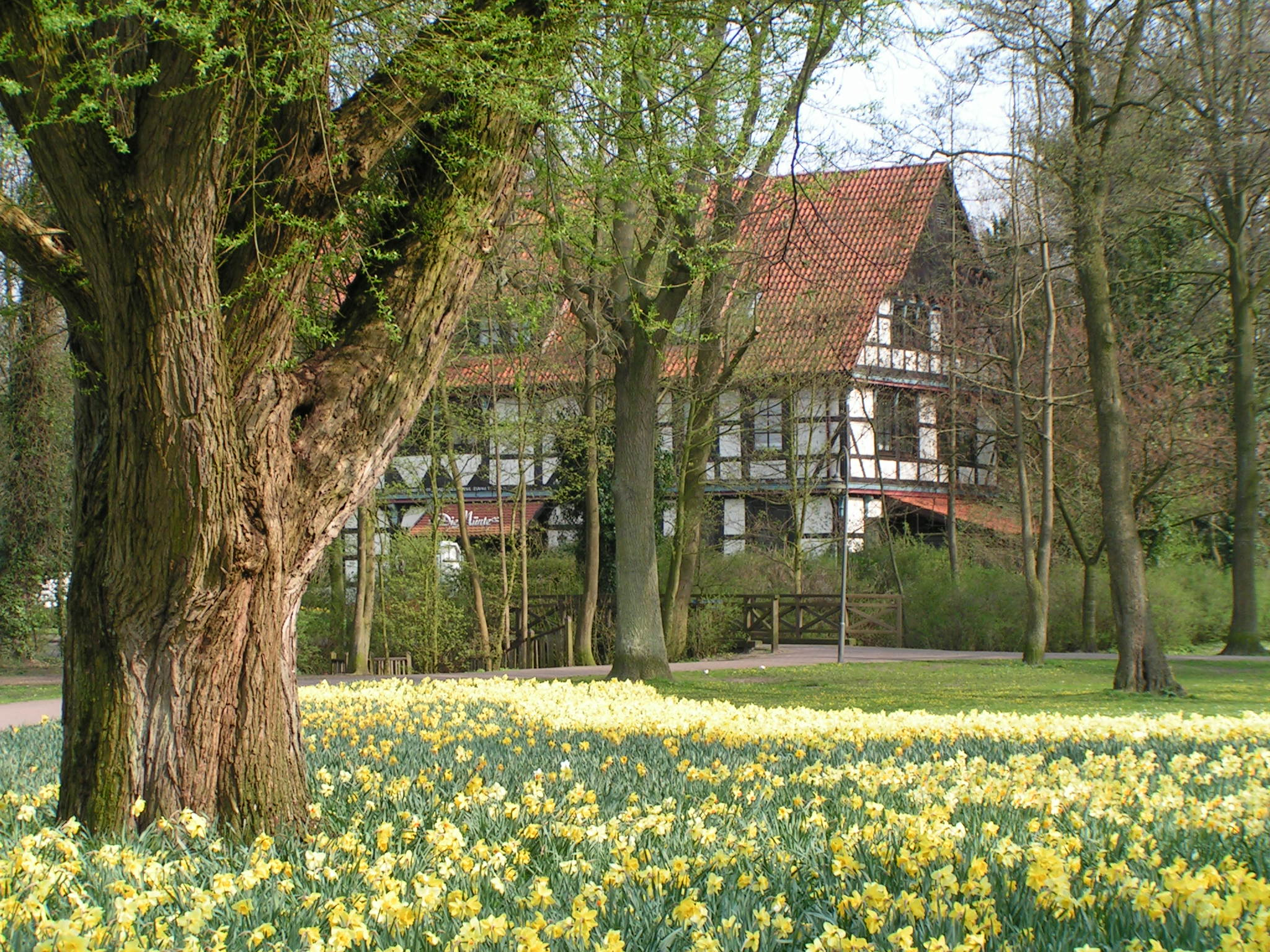
ミュンテ公園。奥の建物が「ミュンテ」

これと同じく特別重要なのが、伯の貨幣鋳造所であった「ミュンテ」である。ディープホルツ貴族家の、そして後にディープホルツ伯を自称していた時代の貨幣鋳造所も現在「ミュンテ」と呼ばれている場所にあったかどうかは定かではない。ディープホルツ伯という称号と紋章が刻まれた硬貨が鋳造されたことは確かである。硬貨には伯の紋章と称号の他に鋳造所として "MONETA DEPHOLT" または "MONETA WESTER"（現在のマリエンドレッバーにあたるヴェスター＝ドレッバーの鋳造支所）が刻まれていた。
14世紀の第1三半期にブレーメンのブラクテアートを真似た硬貨が造られ始めた。14世紀の中頃からは、ミュンスター司教領の硬貨をモデルにしたシュヴァーレ硬貨が鋳造された。鋳造第2期には、ザクセンやベーメンの硬貨あるいはヴェンディッシュ貨幣連合のヴィッテ硬貨を真似ている。こうした鋳造期は1490年頃に始まり、1530年頃に終了し、鋳造マイスターのランベルト・ヴレミンクがディープホルツを去った。
1835年に建設されたシナゴーグは、1938年に国家社会主義者によって破壊された。1933年の時点でディープホルツには48人のユダヤ人が住んでおり、その一部は大いに尊敬を集めていた。1942年にこの街の最後のユダヤ人がワルシャワまたはテレージエンシュタットに移送された。
第二次世界大戦の間、この街は何度も連合軍の爆撃目標にされた。戦後には、旧ドイツ東部領土から追放された人々が移り住んだことでこの街の人口は大きく増加した。
ディープホルツ住民は長い間自らを「ハノーファー人」（ハノーファー王国あるいはハノーファー行政管区）として意識していた。ハノーファーは東に 100 km 以上離れている。1994年に都市カルテットに参加して以降、さらに2004年にニーダーザクセン州の行政管区が廃止されたことでますますディープホルツは、ヴェーザー川とエムス川との間に位置するという地理的特性に応じてオルデンブルク、ブレーメン、オスナブリュックを指向することで、ハノーファーから遠いという立地の欠点を解消しようとした。ディープホルツはブレーメンとオスナブリュックとを結ぶ鉄道の途中に位置している。この両市やオルデンブルクへはアウトバーン経由で簡単に行くことができる。ディープホルツは2005年に形成された北西部大都市圏）内に位置している。
2013年にエジプト風の「ディープホルツのミイラ」が発見されたことで、全国的な注目を集めた。

### 市町村合併
1974年3月1日にアッシェン、ヘーデ、ザンクト・ヒュルフェが合併した。

## 行政

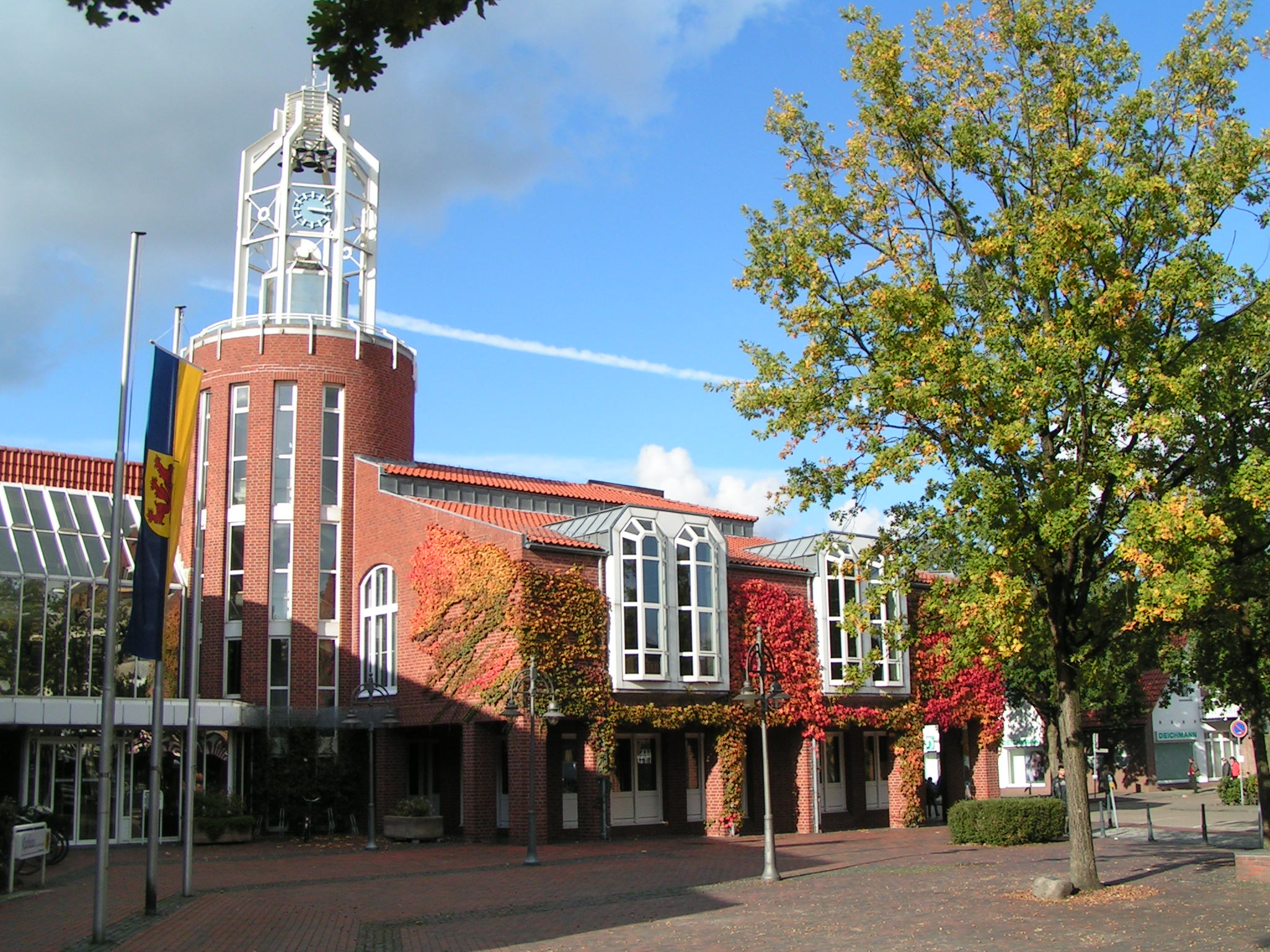
ディープホルツ市庁舎

### 議会
ディープホルツの市議会は、32議席からなる。さらに市長も市議会での投票権を有している。

### 首長
CDUとFDPの推薦を受けたフローリアン・マレ（無所属）は、2018年6月10日の市長選挙決選投票で 50.65 % の支持票を獲得して、トーマス・シュルツェの後任市長に選出された。

### 紋章
図柄: 金地。垂直に配置された、金の冠を被って歩く赤い獅子。

### 姉妹都市
ディープホルツ市は以下の都市と姉妹都市関係にある
- トゥアール（フランス、ドゥー＝セーヴル県）
- スタロガルド・グダニスキ（ポーランド、ポモージェ県）

## 文化と見所
ディープホルツの建造文化財リストにはディープホルツ中核市区に50件、ディープホルツ市全体では74件が登録されている。

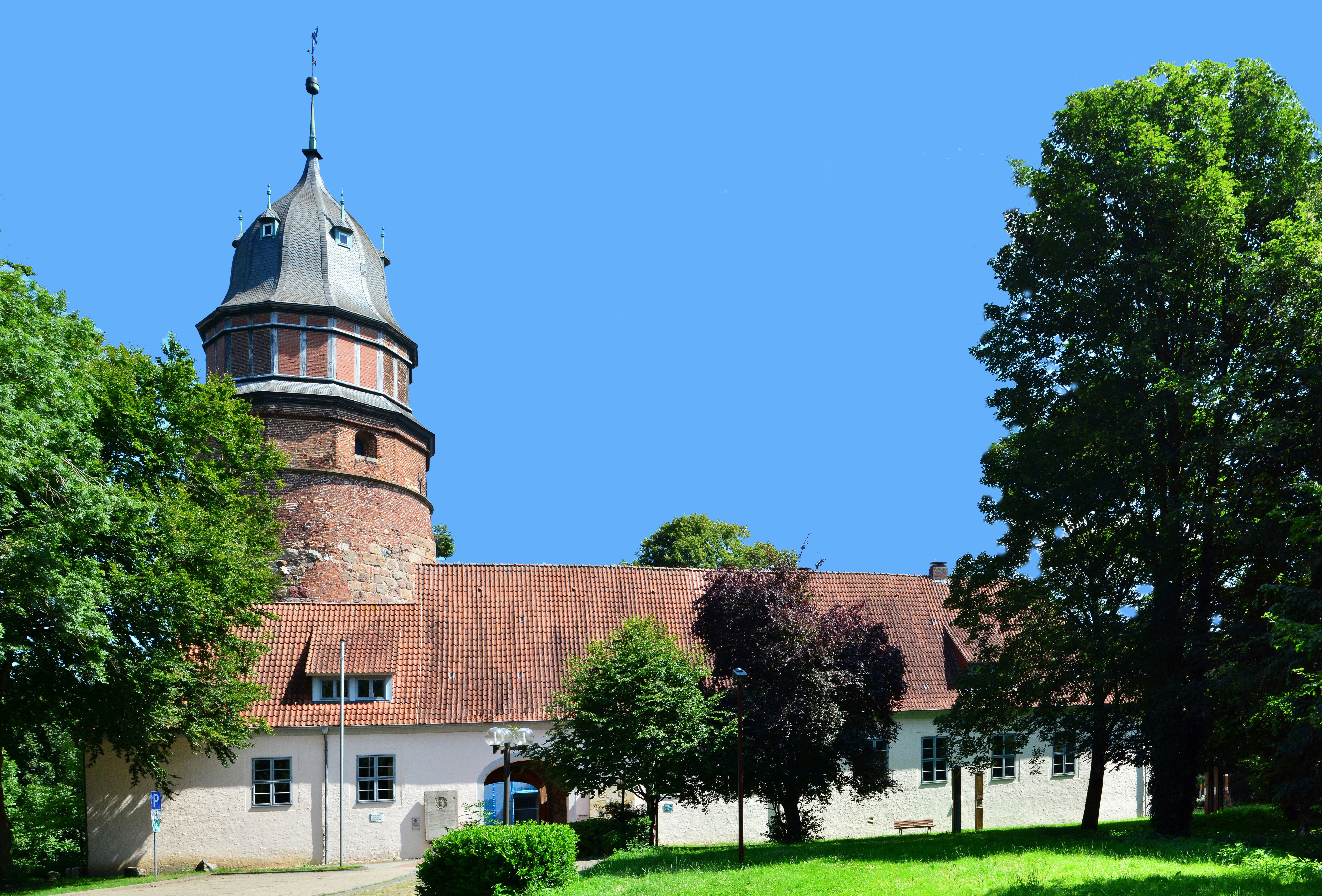
ディープホルツ城

### ディープホルツ城
ディープホルツ城は、1233年に初めて記録された水城から建造された城館である。その後は火災や戦争の影響による破壊を何度も受け、そのたびに再建された。三十年戦争の間、1637年にこの城塞は破壊された。リューネブルク＝ツェレ公クリスティアン＝ルートヴィヒが1660年頃にこの城塞の基礎壁上に城館を建設した。これにより城の塔は現在の外観を与えられた。付属建造物は1837年から1877年に建設された。伯家の断絶後この城館は宮廷所在地ではなくなった。
この城には、1723年までラントドロステ（代官）が、その後はアムトマンやその他の役人が住んだ。この他にツェレ公/選帝侯（すなわちハノーファー公/選帝侯）の狩りの館としても利用された。
1852年にアムトゲリヒト・ディープホルツがこの城に入居した。1885年には西翼棟の「騎士の間」に新設された郡役場が入居し、1954年にニーダーザクセン通りに新しい郡役場ができるまでここに置かれていた。

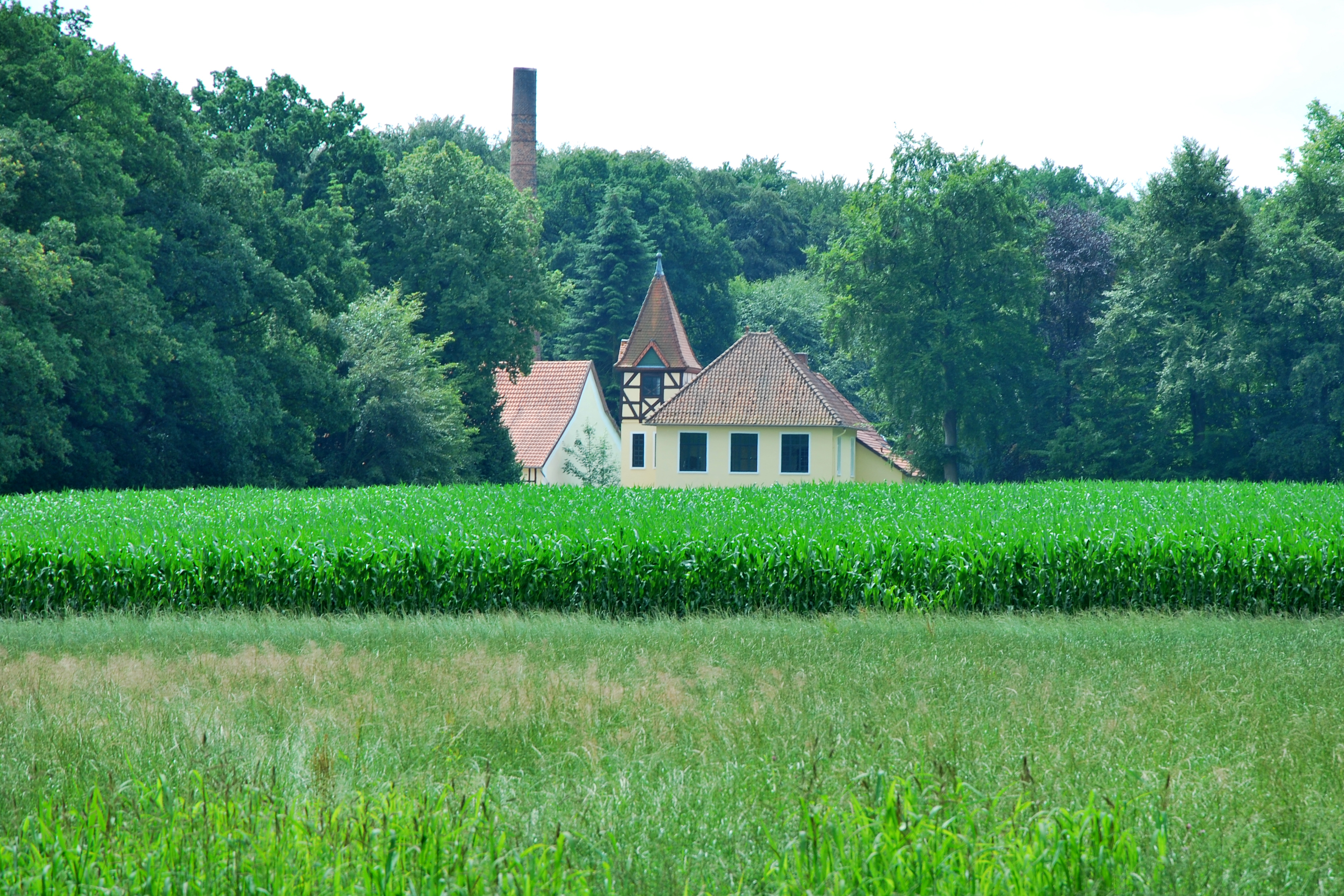
リッターグート・ファルケンハルト

### リッターグート・ファルケンハルト
連邦道 B69号線に面して、ファルケンハルト地区にリッターグート・ファルケンハルト（騎士の館）がある。この施設は17世紀初めに荘園として建設され、1619年に永続的な荘園（騎士領）となった。所有者は何度も入れ替わった。入口付近の特徴的な塔は1915年に建設された。
1945年にイギリス軍の司令官バーナード・モントゴメリー元帥は、一時期ファルケンハルトの主館に住んだ。

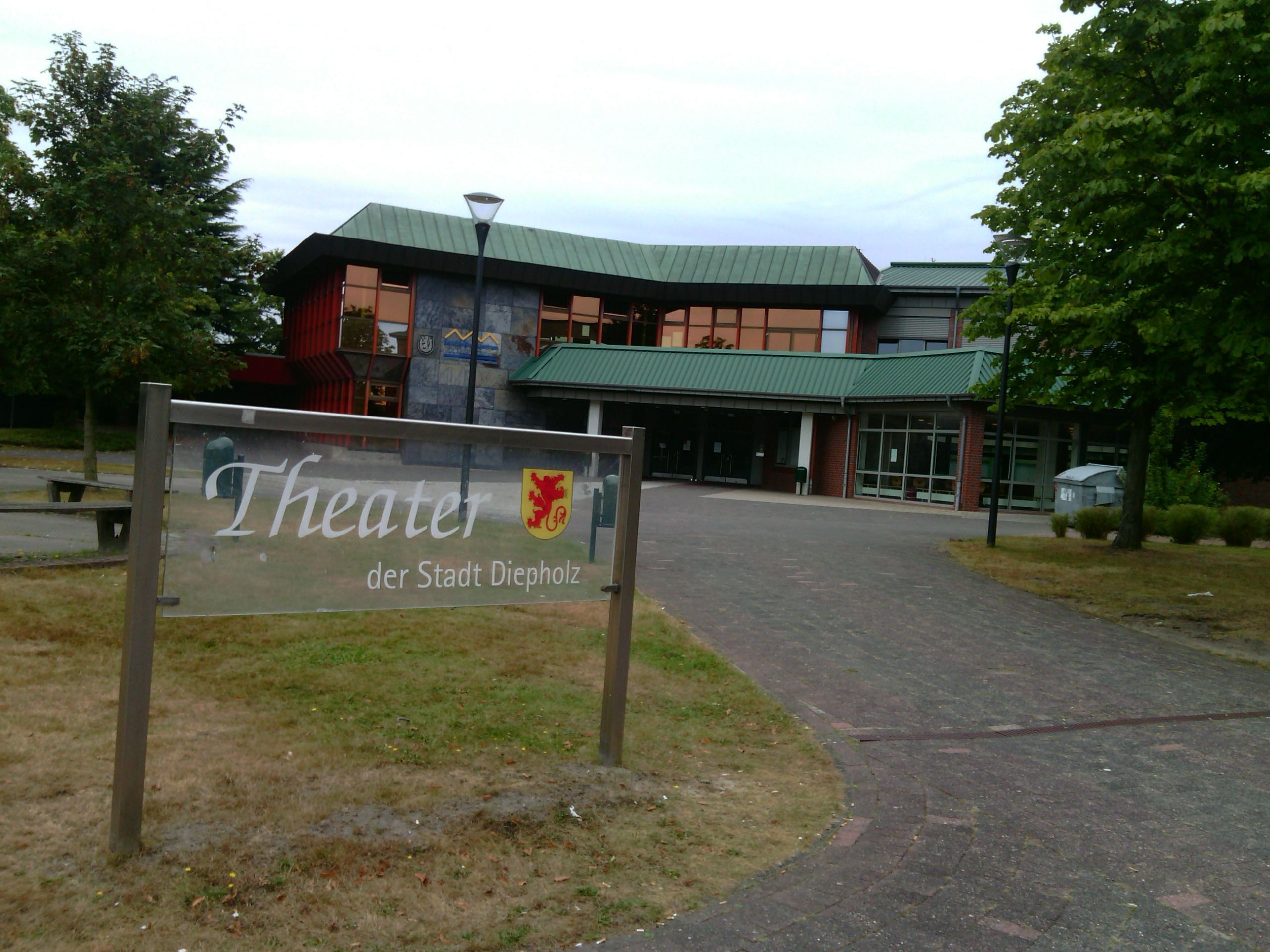
ディープホルツの劇場

### 演劇
ディープホルツには、約550席の巡業公演用劇場がある。この建物は学校センターの職業訓練センターのすぐ隣にある。公演は主にディープホルツ文化リングが主催し、多くは冬季に行われる。夏季の間この劇場は時に応じて異なる用途に用いられる。たとえばグラーフ＝フリードリヒ＝シューレのアビトゥーア修得生の卒業式や入学式がこの劇場で行われている。

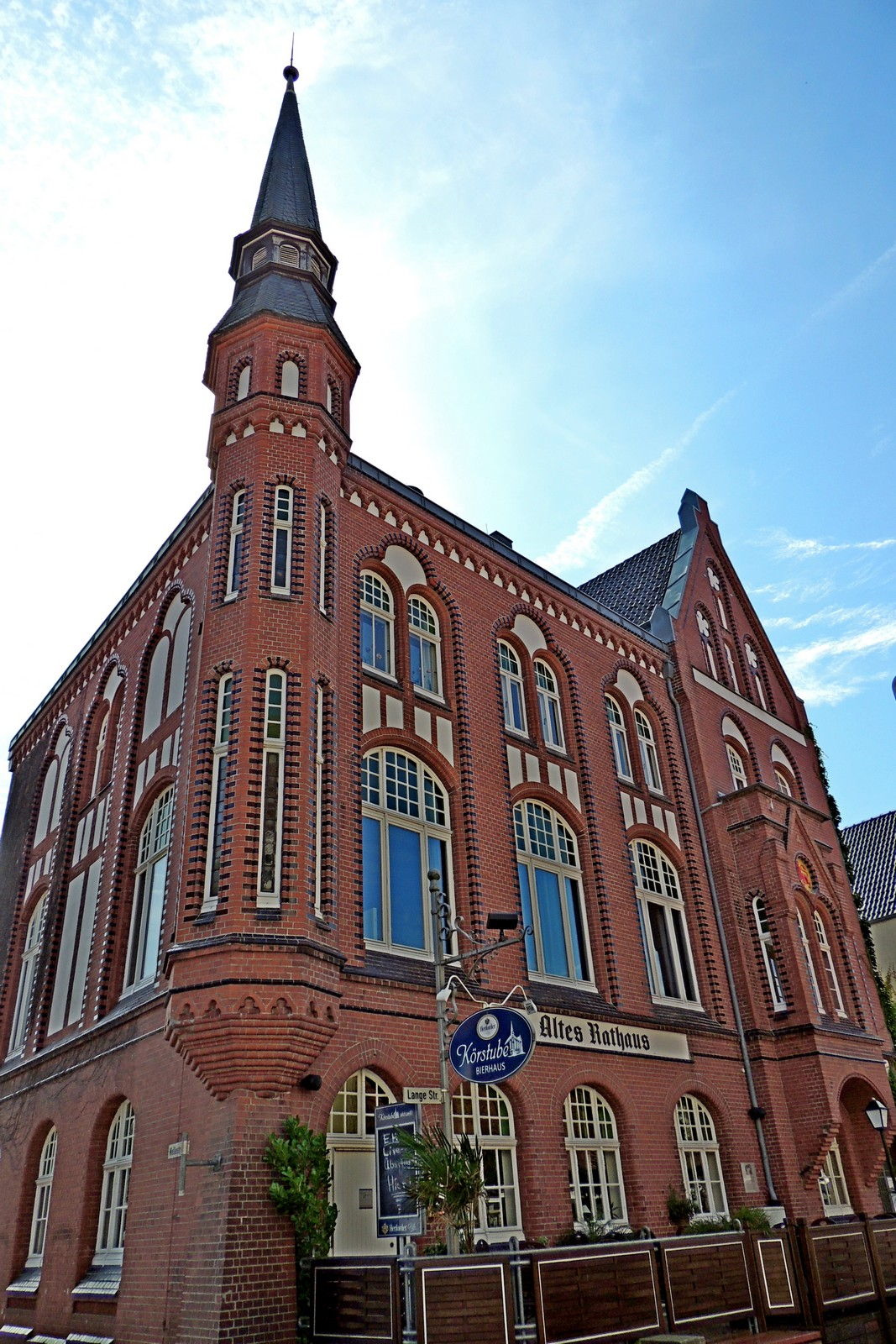
ディープホルツ旧市庁舎

### 旧市庁舎
ランゲン通りの旧市庁舎は、1789年に建設された先代の建物があった場所に1904年に建設された。20世紀初めのこの建築は、この時代のプロイセン＝ドイツの駅、学校、市庁舎、郵便局、兵舎といった建物の建築様式のさらなる発展型を示している。後の歴史主義建築の萌芽が、たとえば、五弁のフォイル、出窓、小塔、レンガ造りのゴシック様式の破風、丸アーチ、かご形アーチ、緩やかな尖頭アーチといった中世風の様式を用いていることに見られる。この建物は1985年にラートハウスマルクト前に新しい市庁舎が完成したことで、市役所としての機能を失った。

### 博物館

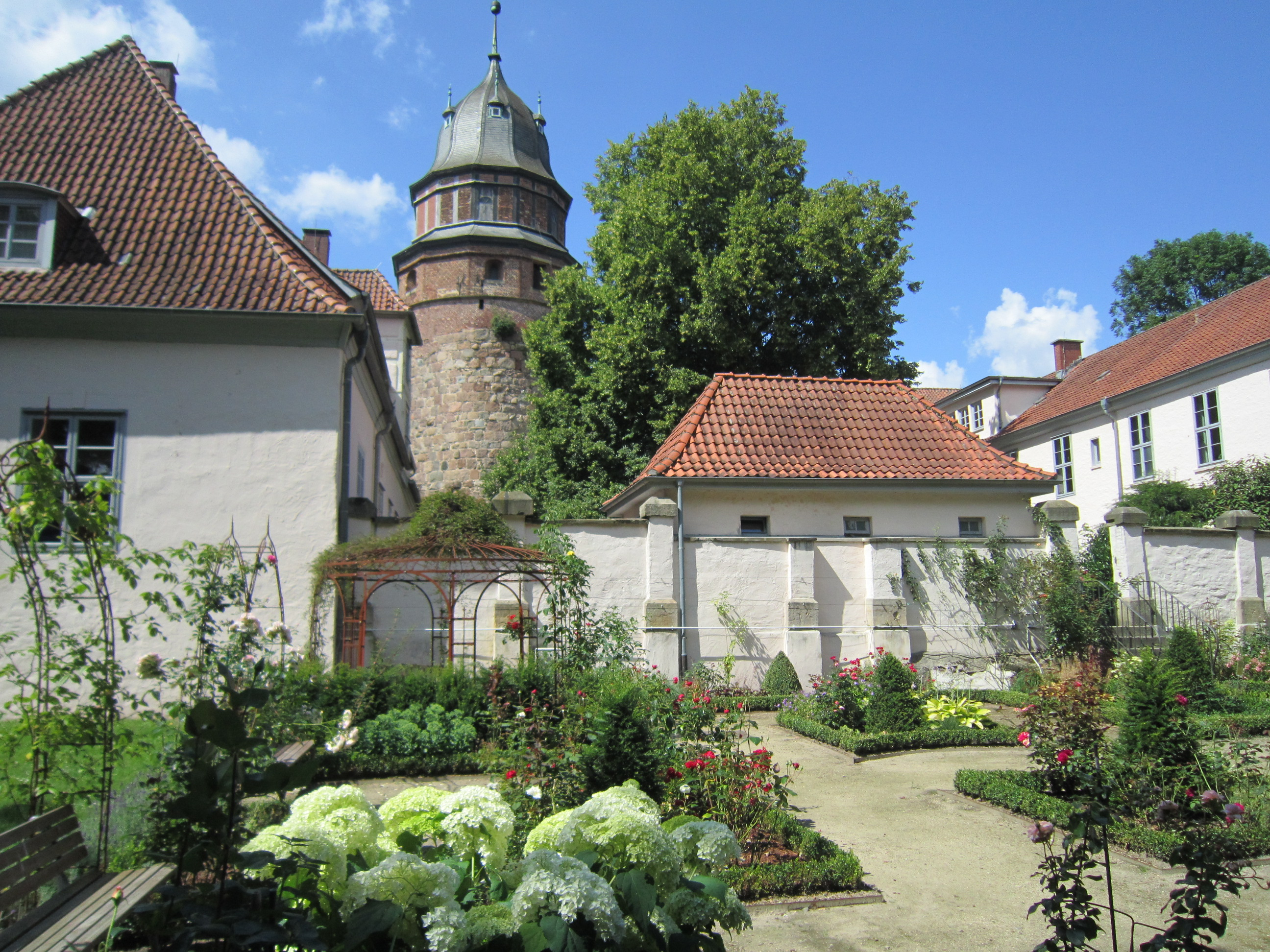
ディープホルツ城のバラ園

- ヘーデ地区のディープホルツ＝ヘーデ技術博物館。重点項目はアイロン技術、ラジオ/放送技術、時計、板金細工術[15]
- ディープホルツ城内のディープホルツ郷土博物館[16]
- アッシェン地区のアッシェン郷土博物館

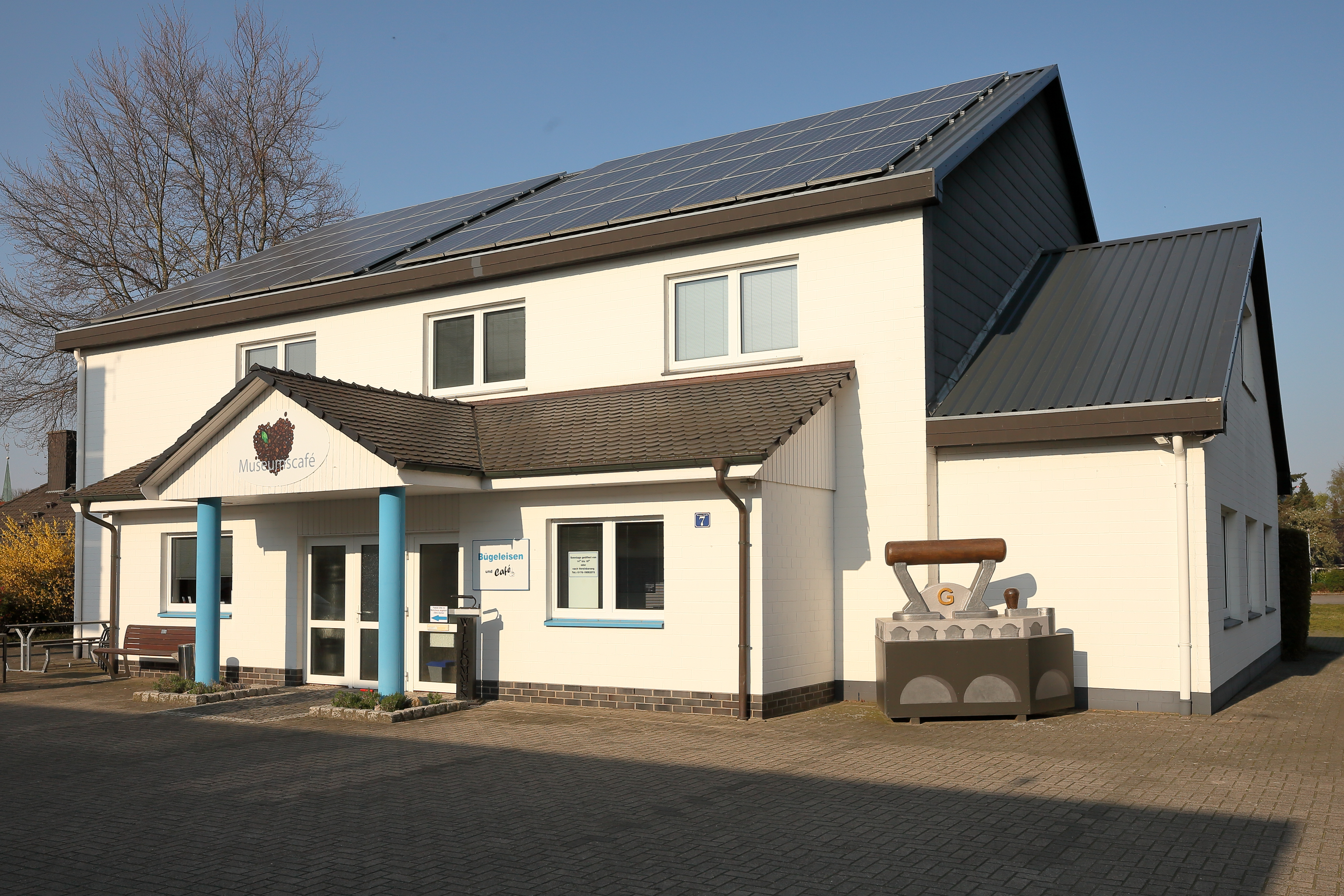
ディープホルツ＝ヘーデ技術博物館
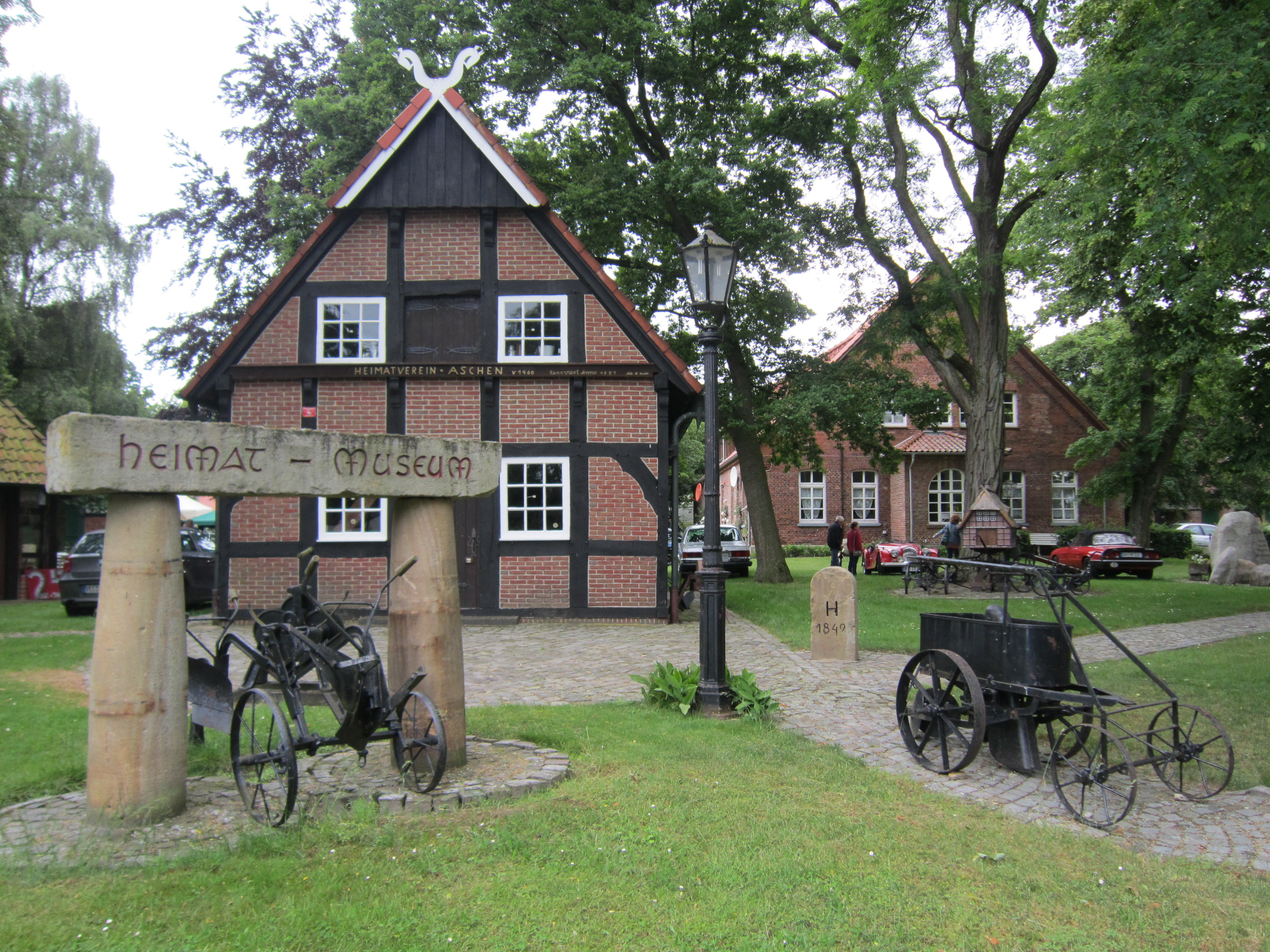
アッシェン郷土博物館

### 公園
ディープホルツ屋外プール前に、芝生広場やミニゴルフ施設のあるミュンテ公園がある。その近くにはシュロスパルク（城館公園）があり、その中央にディープホルツ城が建っている。2012年にシュロスパルクの城壁南側にバラ園が整備された。

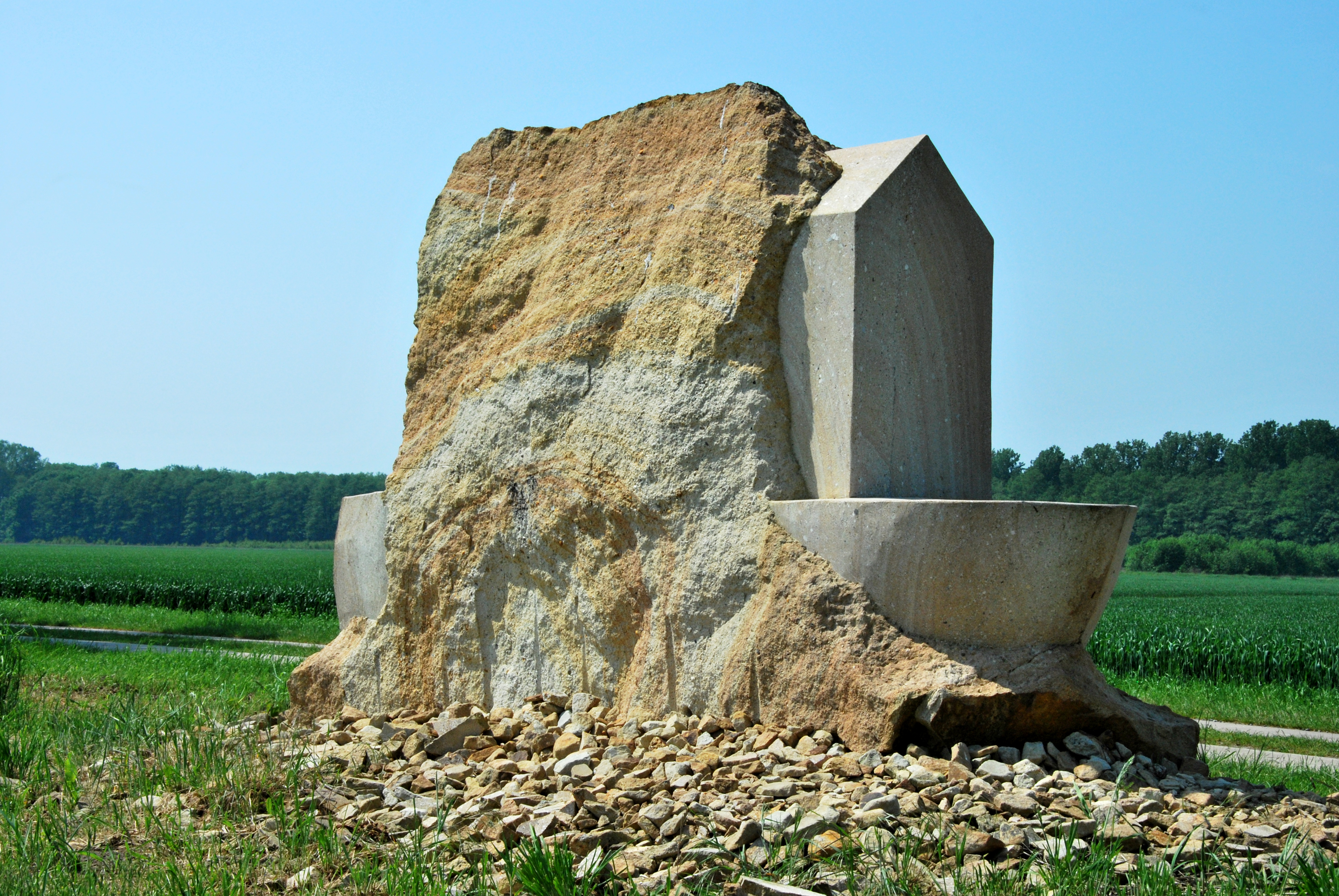
彫刻の径に設置された「ディー・アルヘ」（直訳: 方舟）

### 公共スペースの芸術作品
- 噴水「マグネットフェルト 86 - カウントダウン 9-0」。ハンス＝アルベルト・ヴァルター作。市庁舎前にある。鋼鉄製、1986年の作品。
- 内市街ゲンゼマルクトパサージェ（ランゲ通り）には以下の作品がある。
  - 「ディープホルツァー・ゲンゼ」（直訳: ディープホルツのガチョウ）。ハイケ・ヴァルターにより1988年に製作されたブロンズ像。
  - 「ズムゼシュタイン・ウント・エレファント」天然石。1999年。
- 「ゲンゼブルネン」（直訳: ガチョウの泉）。カール＝ハインツ・フリードリヒにより1987年に製作された。ブロンズ製。郡貯蓄銀行の近くにある。
- 「デア・ミュンツァー」（直訳: 貨幣鋳造者）。ハンス・ゲルト・ルーヴェ作。郡貯蓄銀行前に設置されたブロンズ像。1990年の作品。
- 職業学校近くにあるヘルベルト・ボトツィン作の鋼鉄製の像。
- クリニーク・ディープホルツ近くにある泉「ディナーミッシェセス・ツァイヘン」（直訳: ダイナミックな目印）。ハンス＝アルベルト・ヴァルター作。1991年、鋼鉄製。
- ディープホルツ/デュンマー彫刻の径「ディー・ジヒト」[18]。2005年に整備された。連邦道 B51号線西側のヴェーテリング川左岸の野原を通る小径沿いに多くの彫刻が設置されている。空いている場所は、後にさらなる彫刻で埋められる。この径は2016年にレムフェルデ方面に延長された（「ゼー・ジヒト」）。
- 鉄線で創られた作品「ウンエントリヘ・ヴァイスハイト」（直訳: 不変の叡智）。台湾の芸術家 Kang Mu Xiang の作品。聖ニコライ教会近くにある[19]。
- ブロンズ像「デア・デンカー」（直訳: 思想家）。インカ・ウツォーマ作（2015年）。ディープホルツ城のバラ園に設置されている[20]。

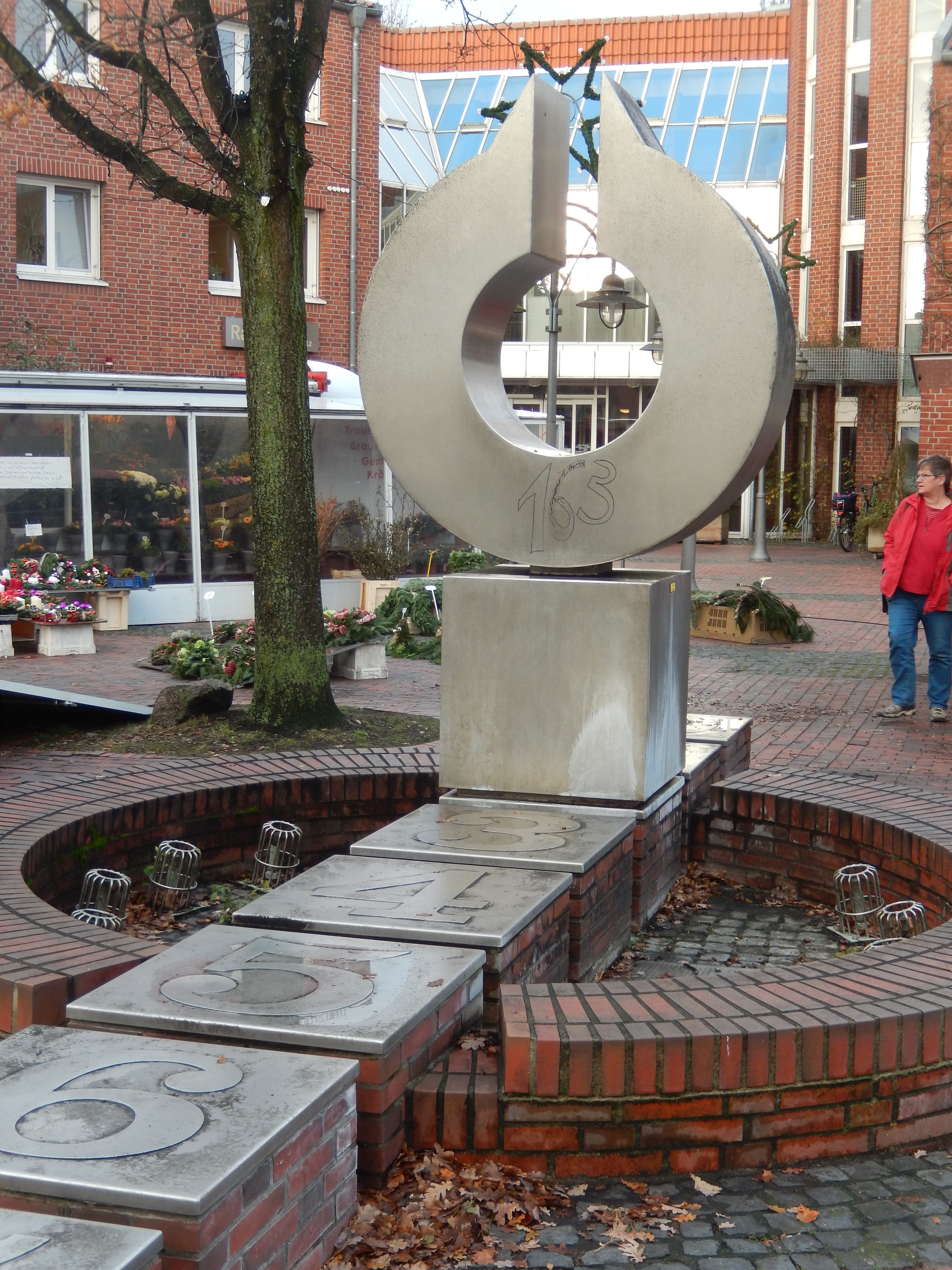
「マグネットフェルト 86 - カウントダウン 9-0」
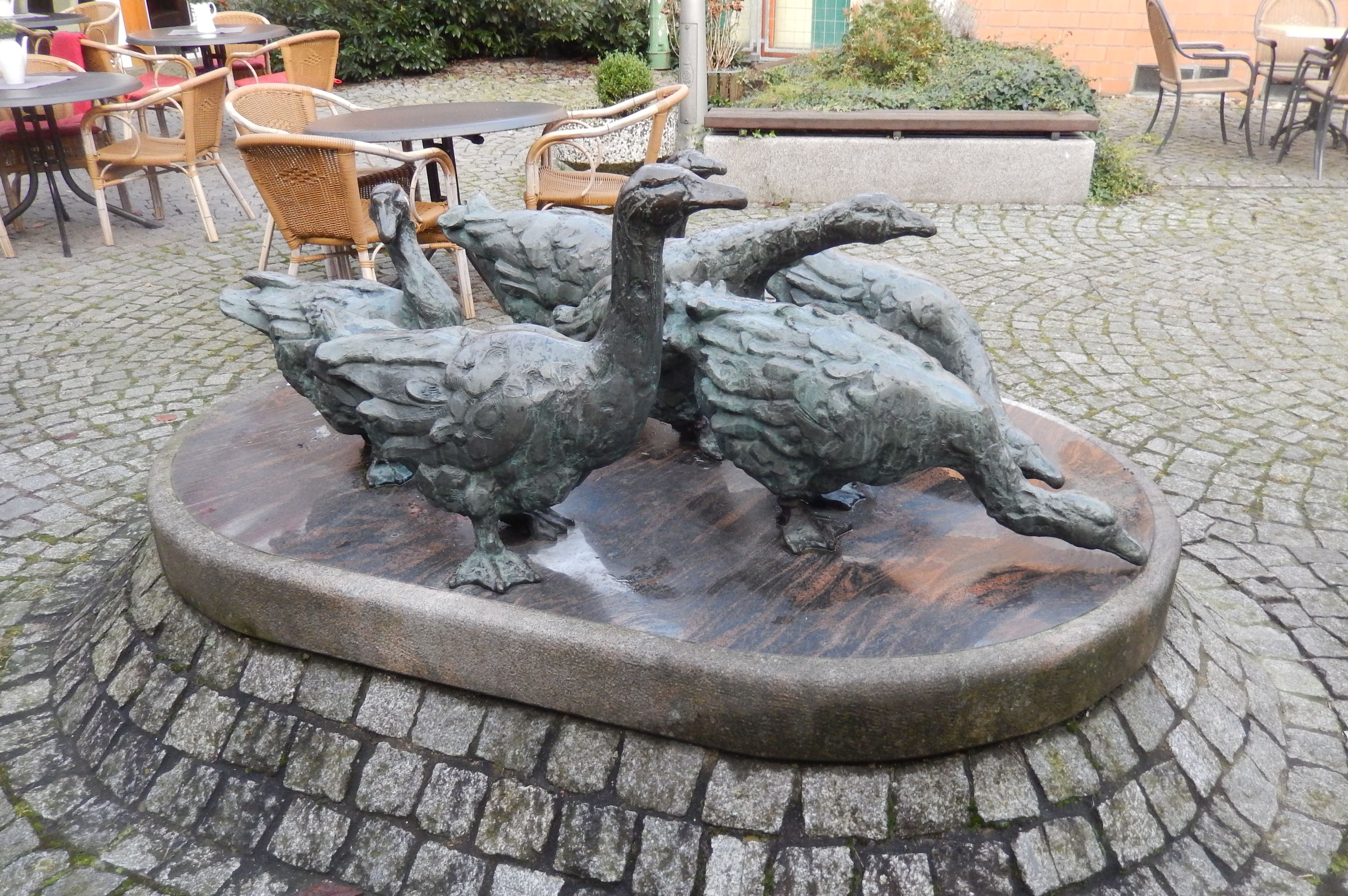
「ディープホルツァー・ゲンゼ」
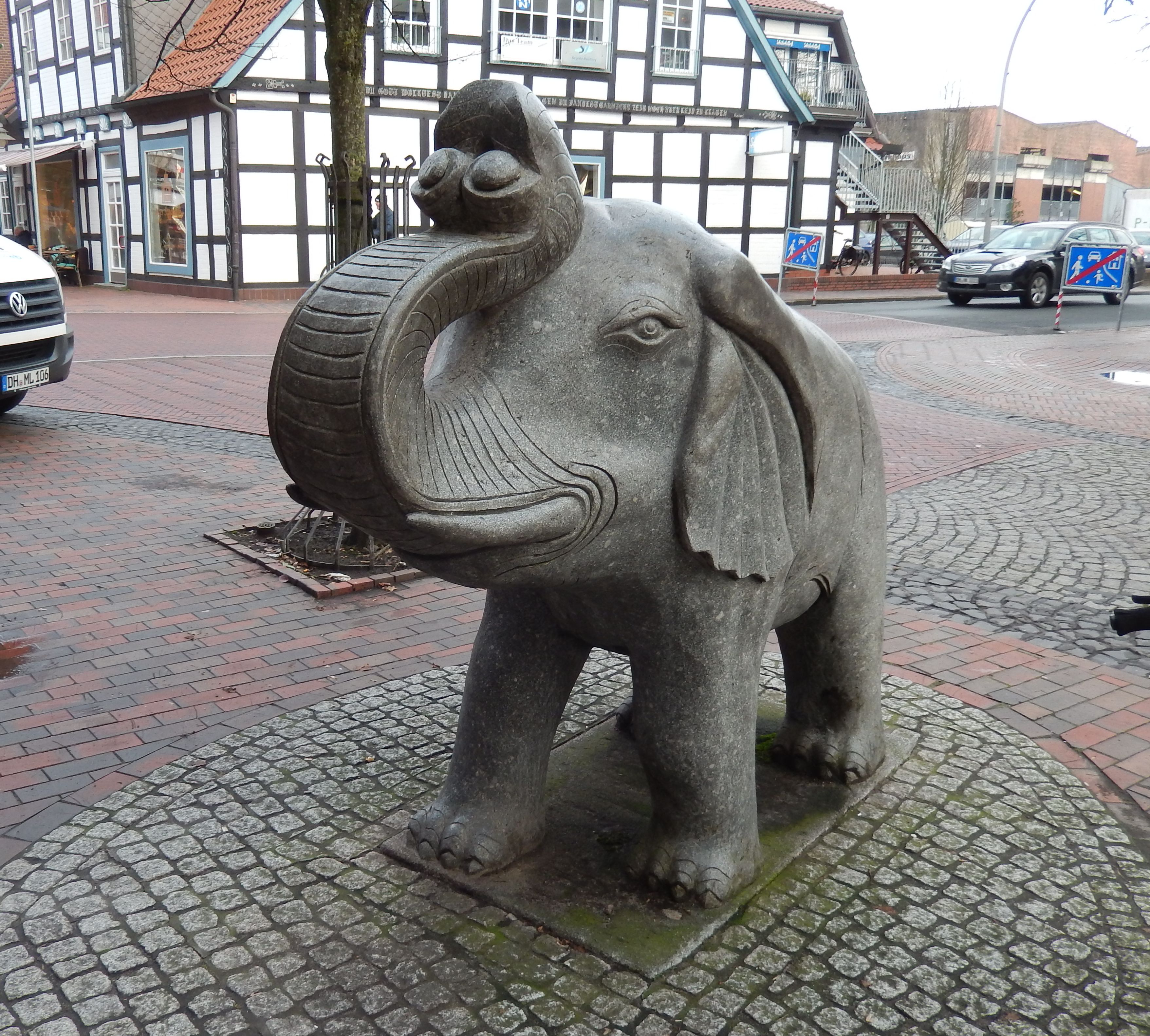
ランゲ通りの「エレファント」
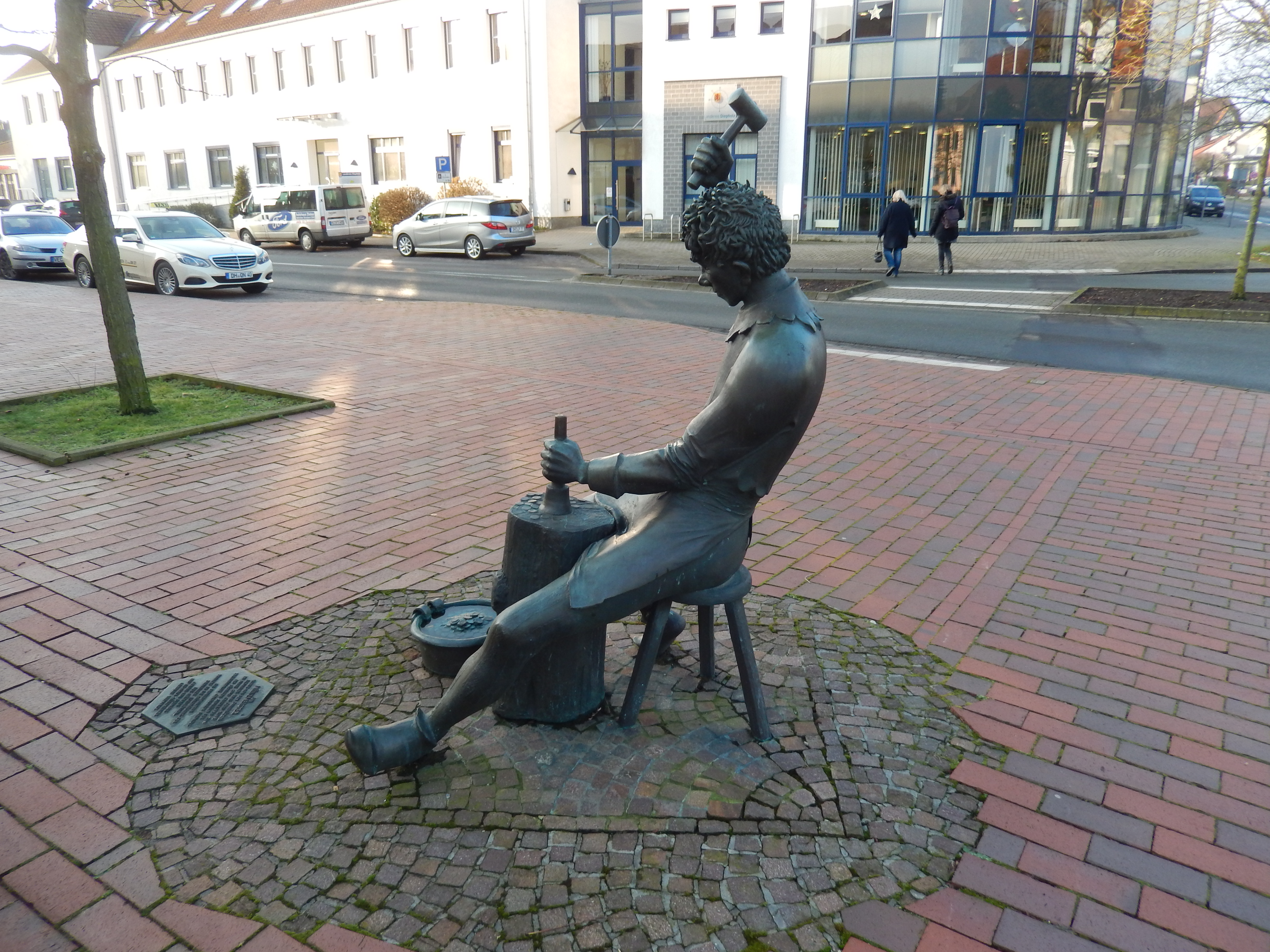
「デア・ミュンツァー」
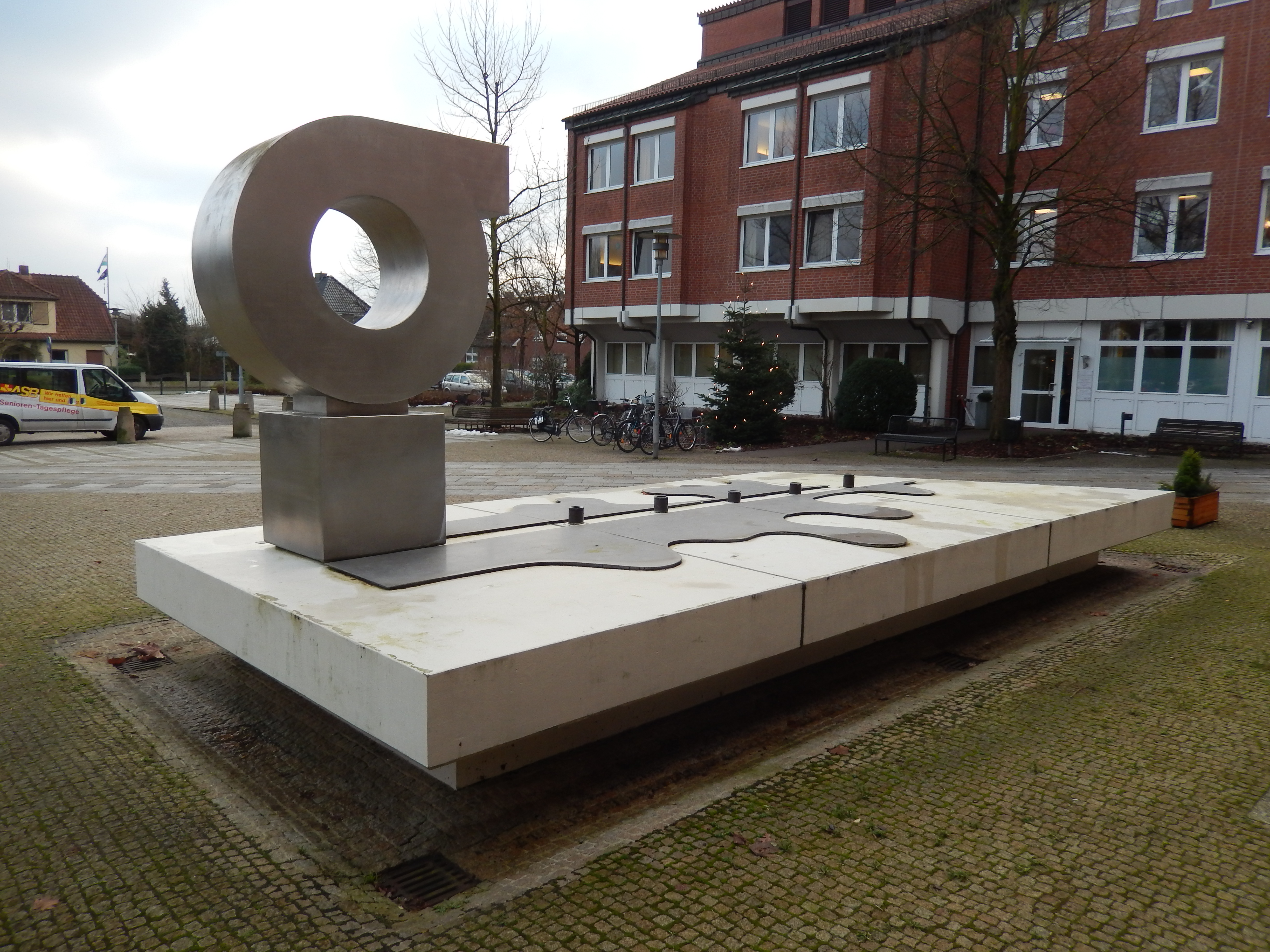
「ディナーミッシェセス・ツァイヘン」
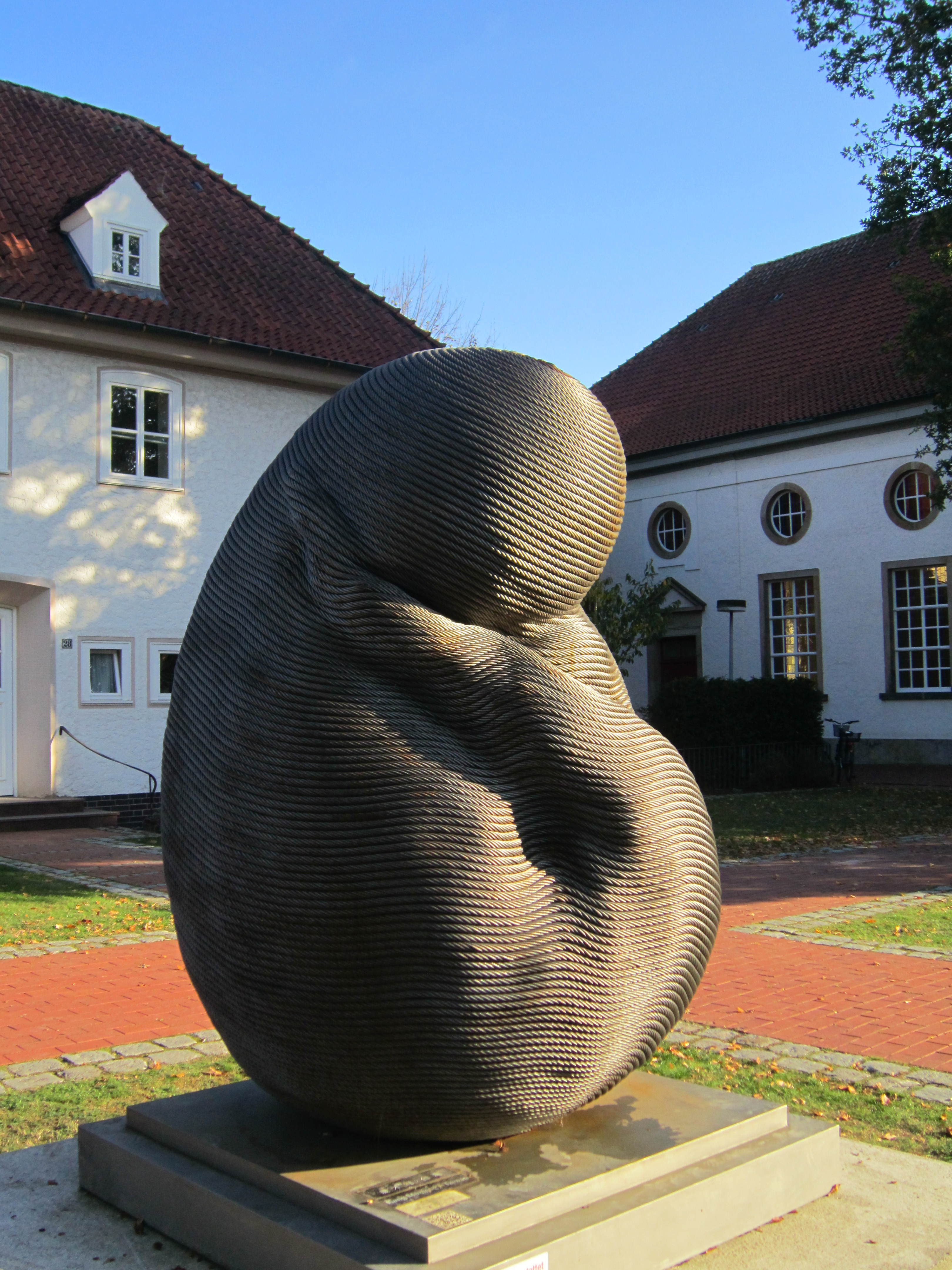
「ウンエントリヘ・ヴァイスハイト」
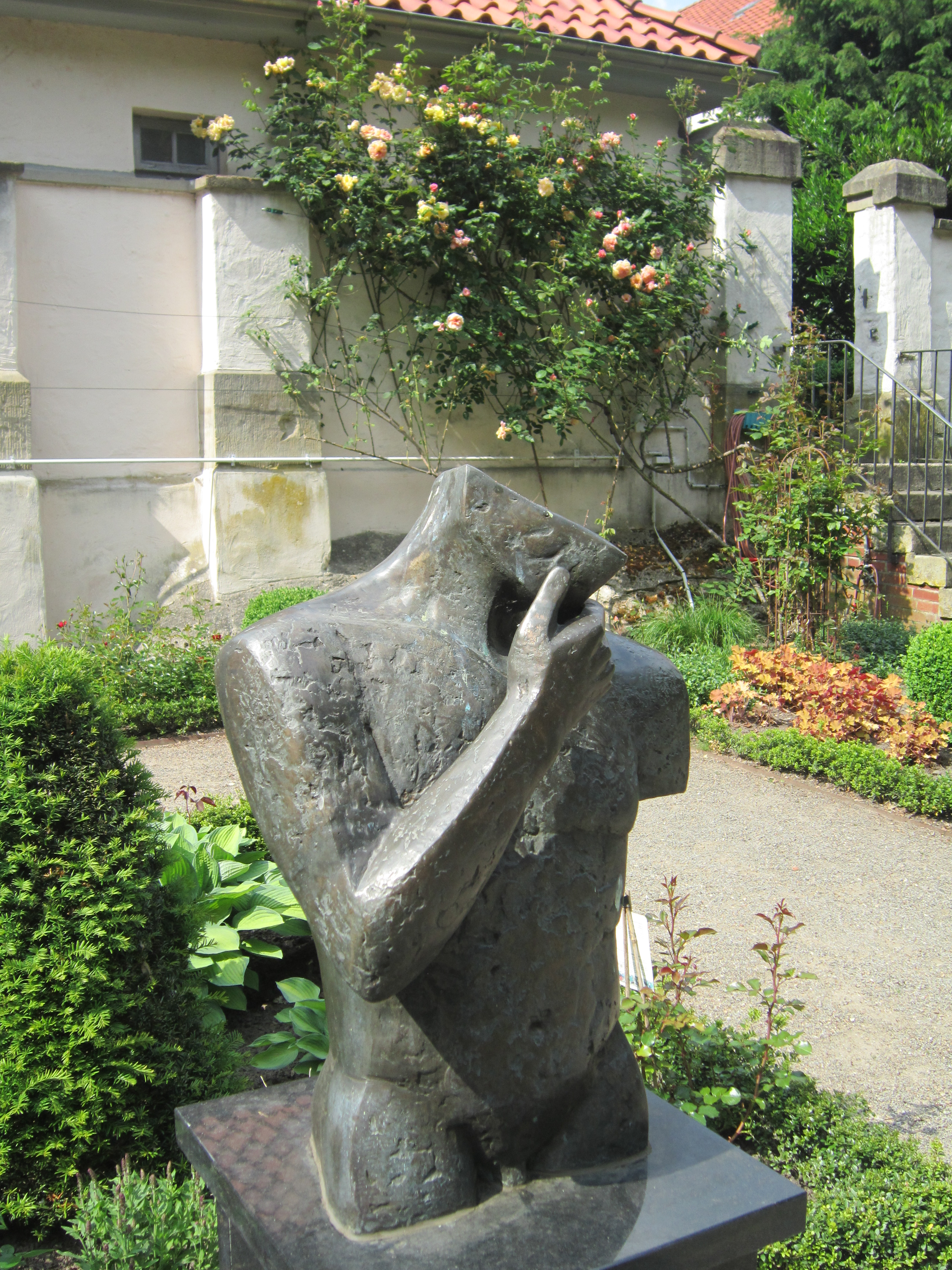
「デア・デンカー」

### 市文書館
ラートハウスマルクト1番地のディープホルツ市文書館は、ディープホルツ市の公文書館で、ディープホルツ市の歴史的活動がアーカイブ、すなわち収集され、利用者が閲覧できるようにされている。市文書館では、公文書、地図、史料、遺品が、要望に応じて誰でも閲覧できる。

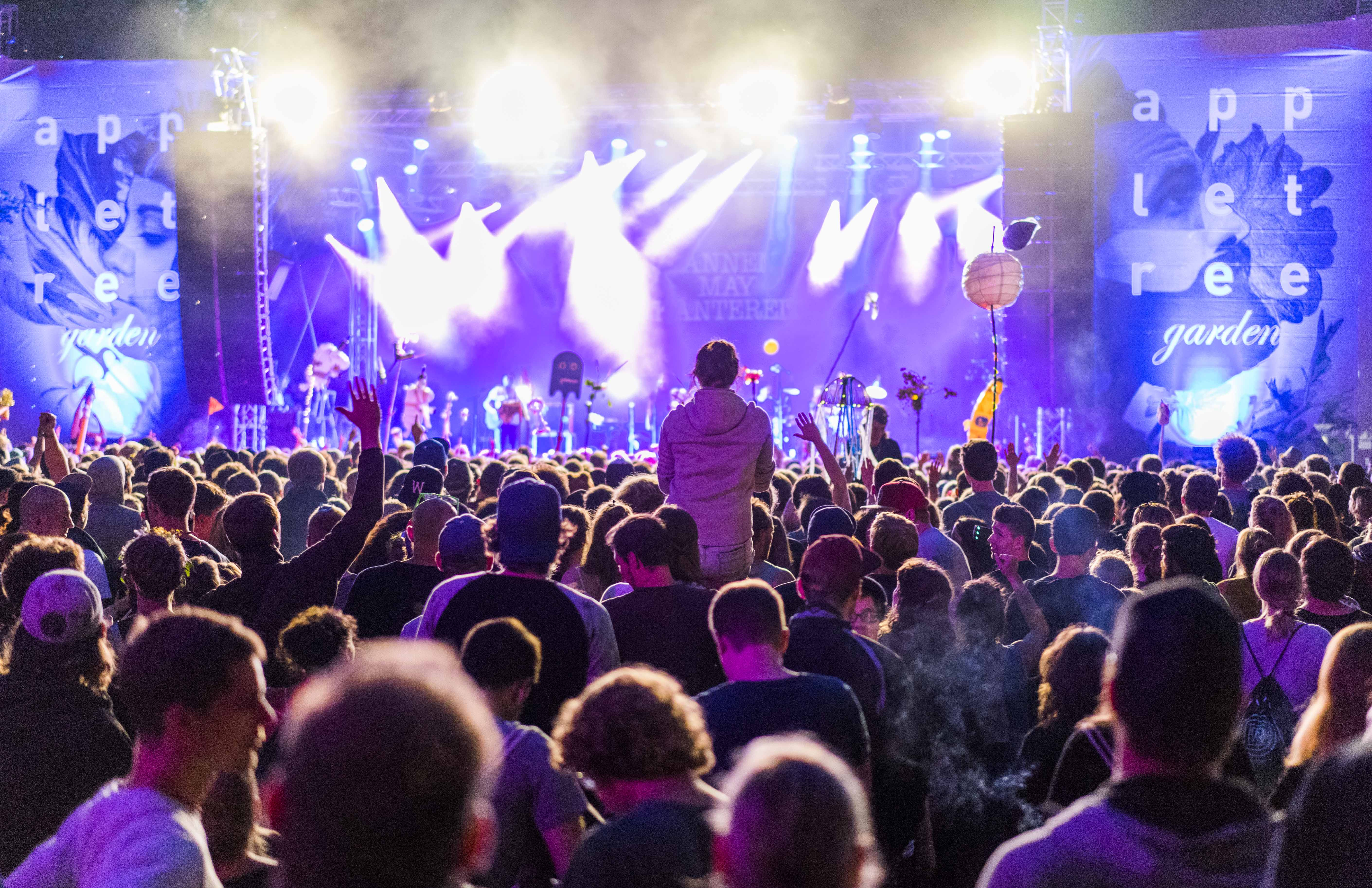
アップルツリー・ガーデン・フェスティバルのステージ（2016年）

### 年中行事
- ディープホルツ市民公園では、毎年夏に「アップルツリー・ガーデン・フェスティバル」が開催される[22]。
- マルクトゲレンデでは、毎年9月にディープホルツ大市が開催される。
- 毎年10月のある日曜日にグラーフェンゾンタークが始まる[23]。2010年からは、これに合わせて城館の周りで中世マーケットが開催されている。
- 2014年の所有権交代後、リッターグート・ファルケンハルトはイベント会場に改造された。2016年にはここでオクトーバーフェストやクリスマスマーケットが開催された。これらのイベントは将来、定期的に開催されることになっている。

## 宗教
Zensus 2011 によれば、住民の 59.0 % が福音主義、13.4 % がローマ＝カトリックを信仰しており、27.6 % がその他の宗教または無宗教あるいは無回答であった。2019年12月31日には人口17,577人の、47.3 % が福音主義、18.9 % がローマ＝カトリック、33.8 % がその他の宗教または無宗教であった。

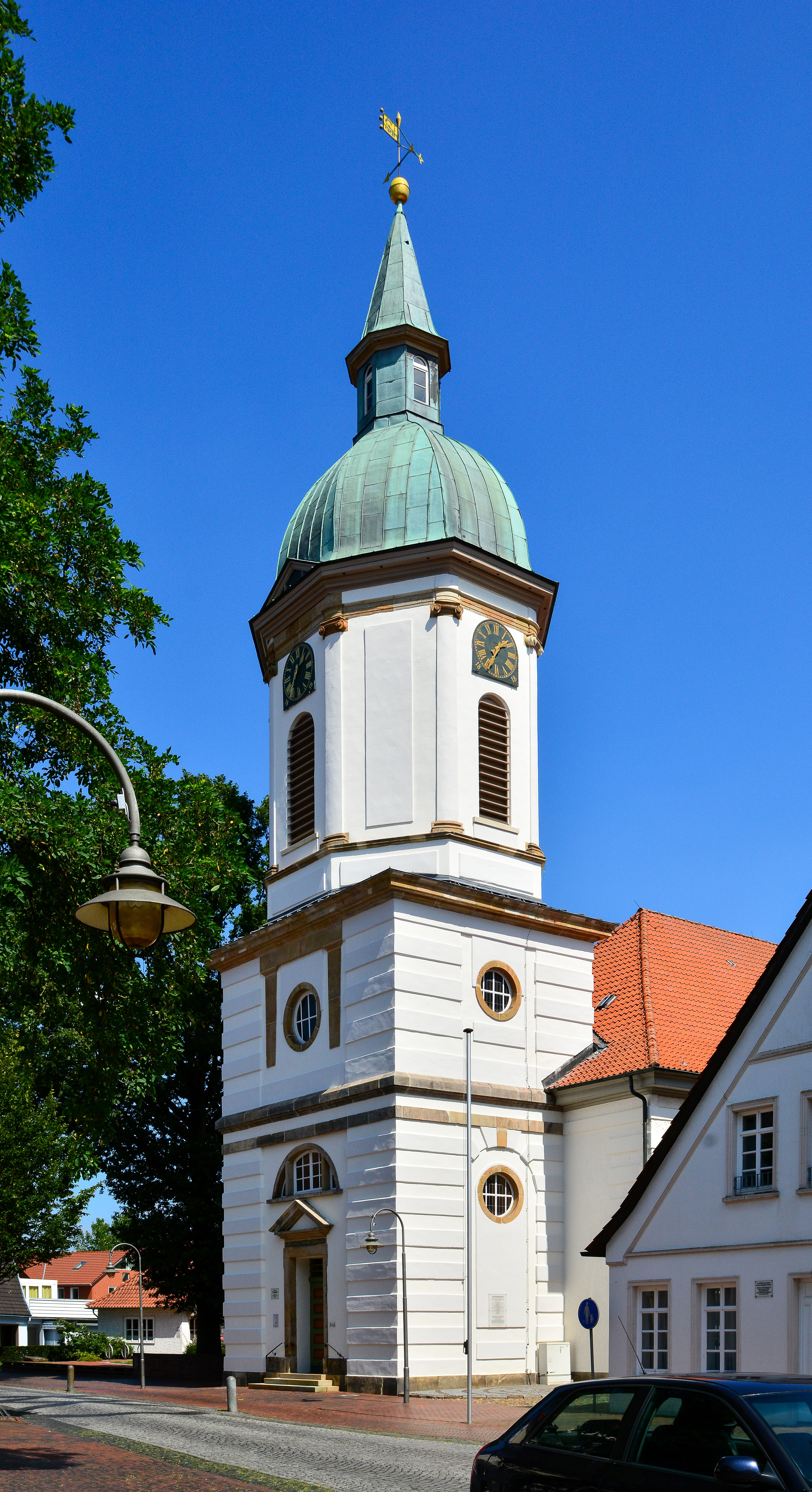
聖ニコライ教会

### キリスト教
- 福音主義ルター派教会
  - 聖ミヒャエリス教会、リューダー通り54番地
  - 聖ニコライ教会、ランゲ通り28番地
  - 十字架教会聖ヒュルフェ、ヘーデ地区、キルヒヴェーク10番地
- 福音主義自由教会
  - 福音主義自由教会バプテスト教会、ヘーダー・ドルフ通り132番地[26]
  - アドヴェント教会の集会施設。エンゲ通り10番地
  - クリストリヒェ・ミッションスゲマインデ e.V.、マッシュ通り20番地[27]
- ローマ＝カトリック教会
  - この教会組織は1945年にラインラントの聖職者ヨーゼフ・シュミットにより創設された。この組織の教会堂はシュロス通り15番地のクリスト＝ケーニヒ教会で、1951年に建設された。内陣と塔は1960年代に建設された。
- その他のキリスト教系宗教団体
  - 新使徒教会（ドイツ語版、英語版）、アム・ヴァイツェンカンプ3番地
  - エホバの証人、王国ホール、グリンメナー通り3番地

### ユダヤ教
- ディープホルツ・シナゴーグ管区（歴史上）
- ディープホルツ・ユダヤ人墓地

### イスラム教
ディープホルツには約1000人のムスリムが住んでいる。主にはアラブ出身者である。2015年に At-Taubahモスクが設立された。この組織は、IWP（慈善プロジェクトのためのイスラム組織）に参加している。

## 経済と社会資本

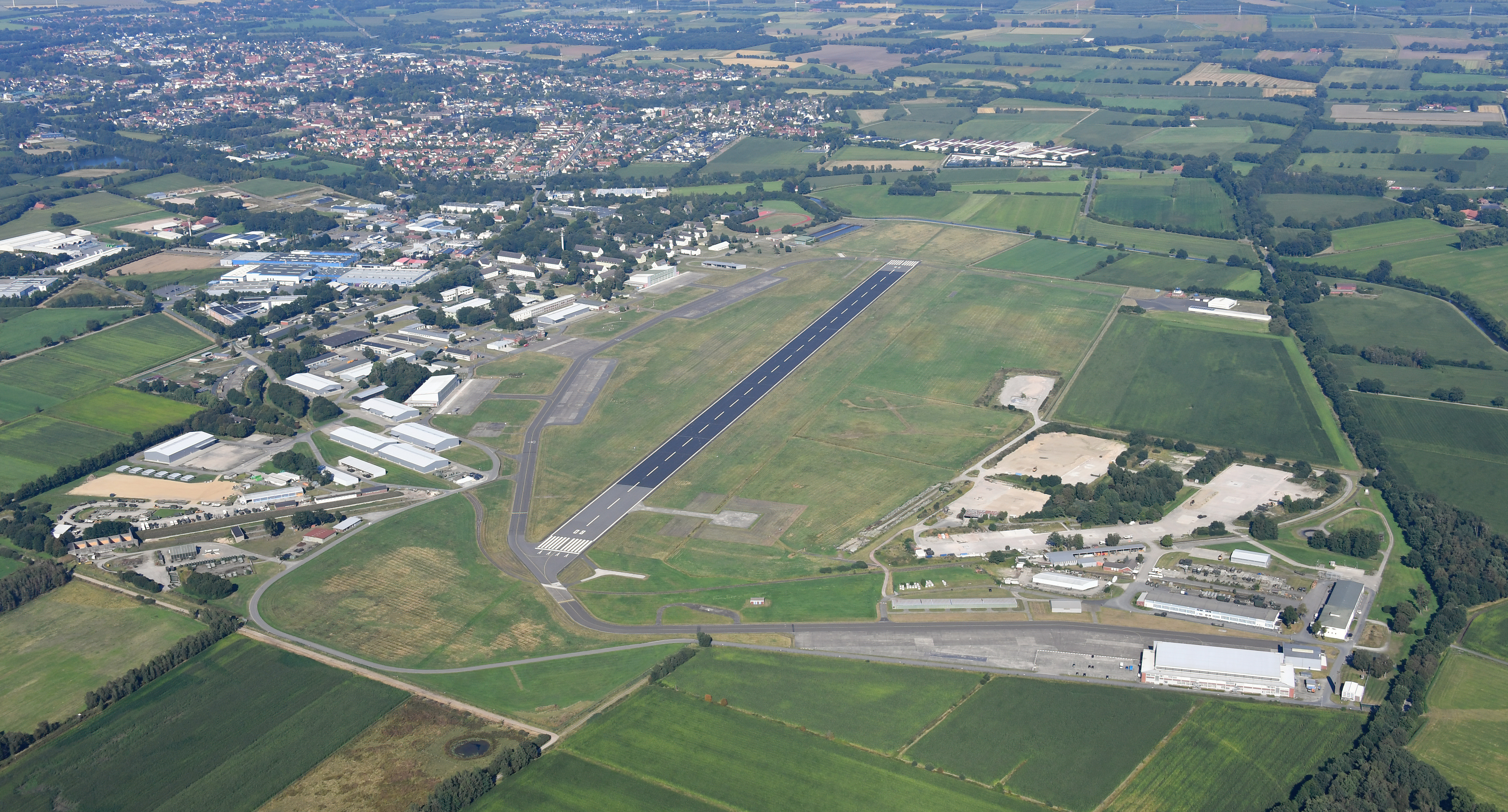
ディープホルツ航空基地

### 経済
この街の最大の雇用主はディープホルツ航空基地のドイツ連邦軍である。
その他の主な企業としては以下がある。

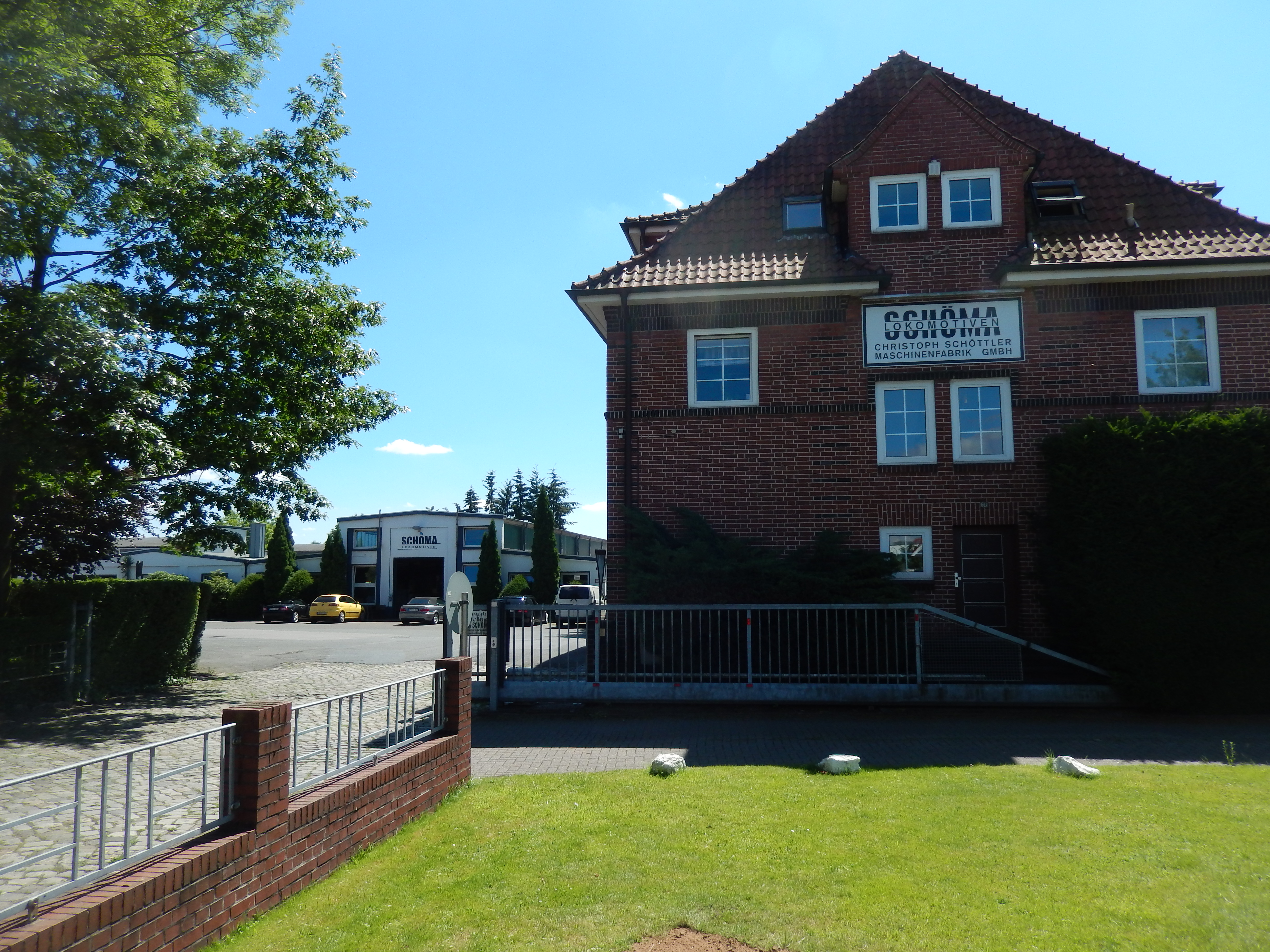
シェーマ社

- ZFフリードリヒスハーフェン。変速機システムの開発と製造、飛行機の離着陸装置の一部の製造
- シェーマ（ドイツ語版、英語版）（クリストフ・シェトラー機械製造）。鉱業・トンネル工事など特殊な用途のためのディーゼル車両の製造
- メラー GmbH。農業環境制御と太陽光発電
- レーベンスバウム、ウルリヒ・ヴァルター GmbH。バイオ企業
- シュタットヴェルク EVB フンテタール。地域エネルギー供給
- hdt 施設製造 GmbH & Co. KG。屋内環境技術と工業環境技術
- VenSys エネルギー。風力発電施設と制御装置

### 交通

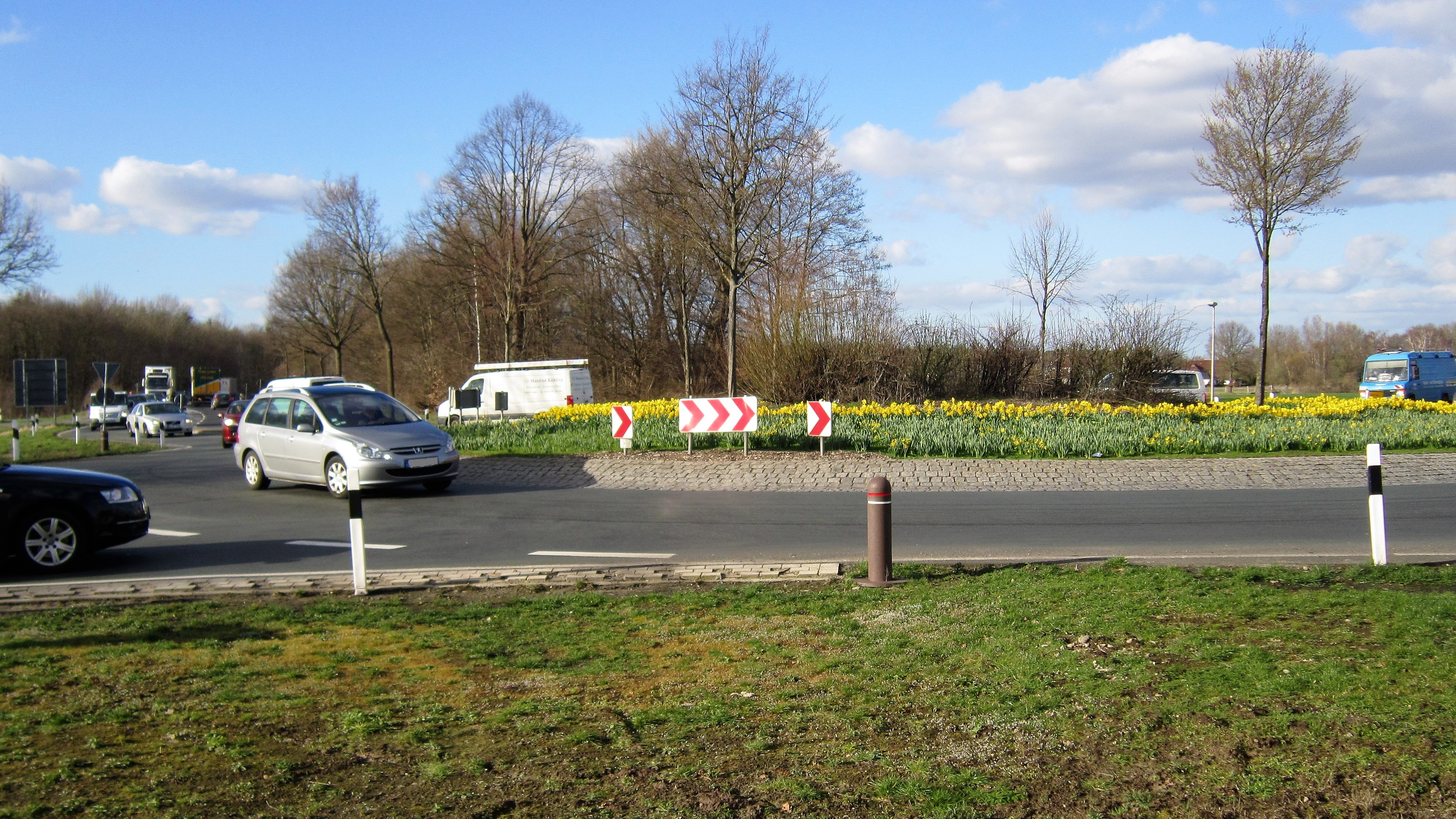
B51号線、B69号線、B214号線が交差するディープホルツの北にあるラウンドアバウト

#### 道路
ディープホルツには以下の道路で往来する。
- 北西、フェヒタ/オルデンブルク方面: 連邦道 B69号線
- 北東、ブレーメン方面: B51号線
- 南、オスナブリュック方面: B51号線
- 東、ニーンブルク/ハノーファー方面: B214号線
- 西、リンゲン (エムス)方面: B214号線

2003年からディープホルツにはバイパス道路がある。この道路は北のB51号線とB69号線を結び、さらに南のB51号線までを結んでいる。最後の2.8 km区間（街の北側を通る）でニーンブルク方面のB214号線に接続する。この最後の区間は2008年に開通した。半環状バイパス道路の内側の旧連邦道の格下げと一部解体によりディープホルツの街区は、かつてにくらべて分断されている印象が薄らいだ。特に旧B214号線北側の内市街地区は、もはや都市中心部と区別されない。
アウトバーン A1号線を使ってディープホルツに向かうには、ホルドルフ・インターチェンジ、ローネ＝ディンクラーゲ・インターチェンジ、フェヒタ・インターチェンジ、クロッペンブルク・インターチェンジを利用する。

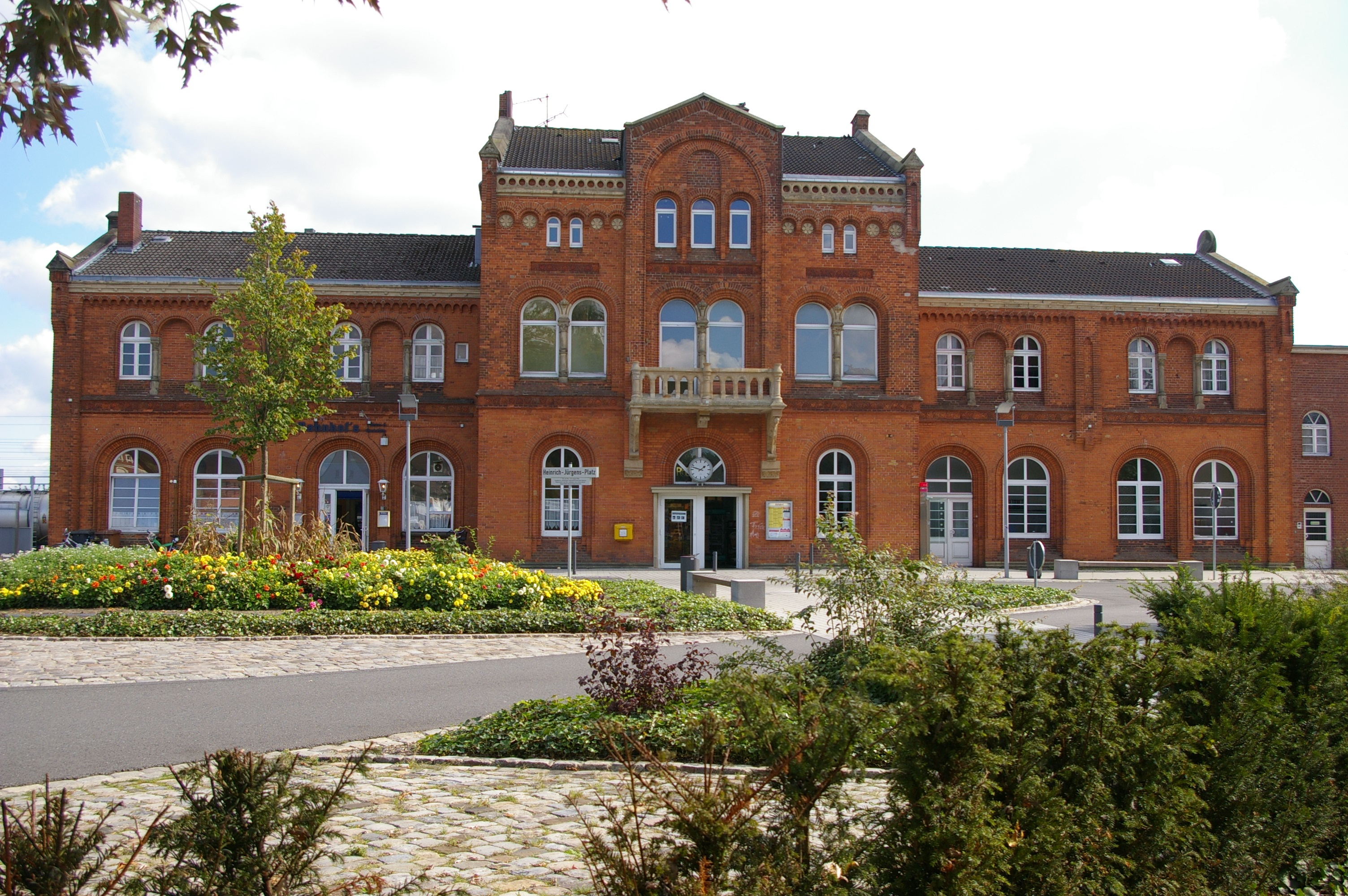
ディープホルツ駅

#### 鉄道
ディープホルツ駅は、鉄道ヴァネ＝アイケル - ハンブルク線のオスナブリュックとブレーメンとの間に位置する駅であり、3つのプラットホームを有している。ここにはレギオナルエクスプレス RE 9（オスナブリュック - ブレーメン - ブレーマーハーフェン）が一定間隔で発着し、インターシティーも数本停車する。ディープホルツにはかつて、ズーリンゲン経由でニーンブルクとを結ぶ鉄道路線（ニーンブルク - ディープホルツ線）があった。この路線は1966年以降旅客運行を停止している。2007年現在ズーリンゲンまでの路線では、バーレンブルクのエクソンモービル社およびレーデンの BTR-ロジスティーク社のための貨物輸送が行われている。ズーリンゲン - ニーンブルク間の路線は廃止されている。

#### バス
DH-バスの以下の路線がディープホルツを運行している。
- 125 ディープホルツ - バルンストルフ - ツヴィストリンゲン
- 129 ディープホルツ - レムブルーフ - レムフェルデ
- 137 ディープホルツ - レーデン - ヴァレル - ズーリンゲン
- 140 ディープホルツ - ディープホルツァー・ブルーフ - ディープホルツ
- 146 ディープホルツ - ザンクト・ヒュルフェ - アッシェン - ヤコービドレッバー
- 170 ディープホルツ - レーデン - ヴァーゲンフェルト - シュトレーエン
- 606 ディープホルツ - フェヒタ - ローネ - ディープホルツ（ヴェーザー＝エムス・バス）

鉄道と同じくバスもブレーメン/ニーダーザクセン交通連合の運賃が適用される。

#### 空港
ディープホルツには軍事飛行場のディープホルツ航空基地がある。この飛行場は、アエロ＝クラブ・ディープホルツ e.V. のスポーツ飛行場としても利用されている。この飛行場は長さ 1282 m、幅 45 m のアスファルトの滑走路を有している。パイロット向けのコールサインは Diepholz Info で、122.535 MHz で交信している。

### 公共機関とインフラストラクチャ
- 市役所 ラートハウスマルクト1番地
- ディープホルツ消防団。ディープホルツ、アッシェン、ヘーデ、ザンクト・ヒュルフェに消防および救急の拠点を有している。3つの青年消防団で消防訓練や一般的な青年活動の訓練を行っている。

### 教育

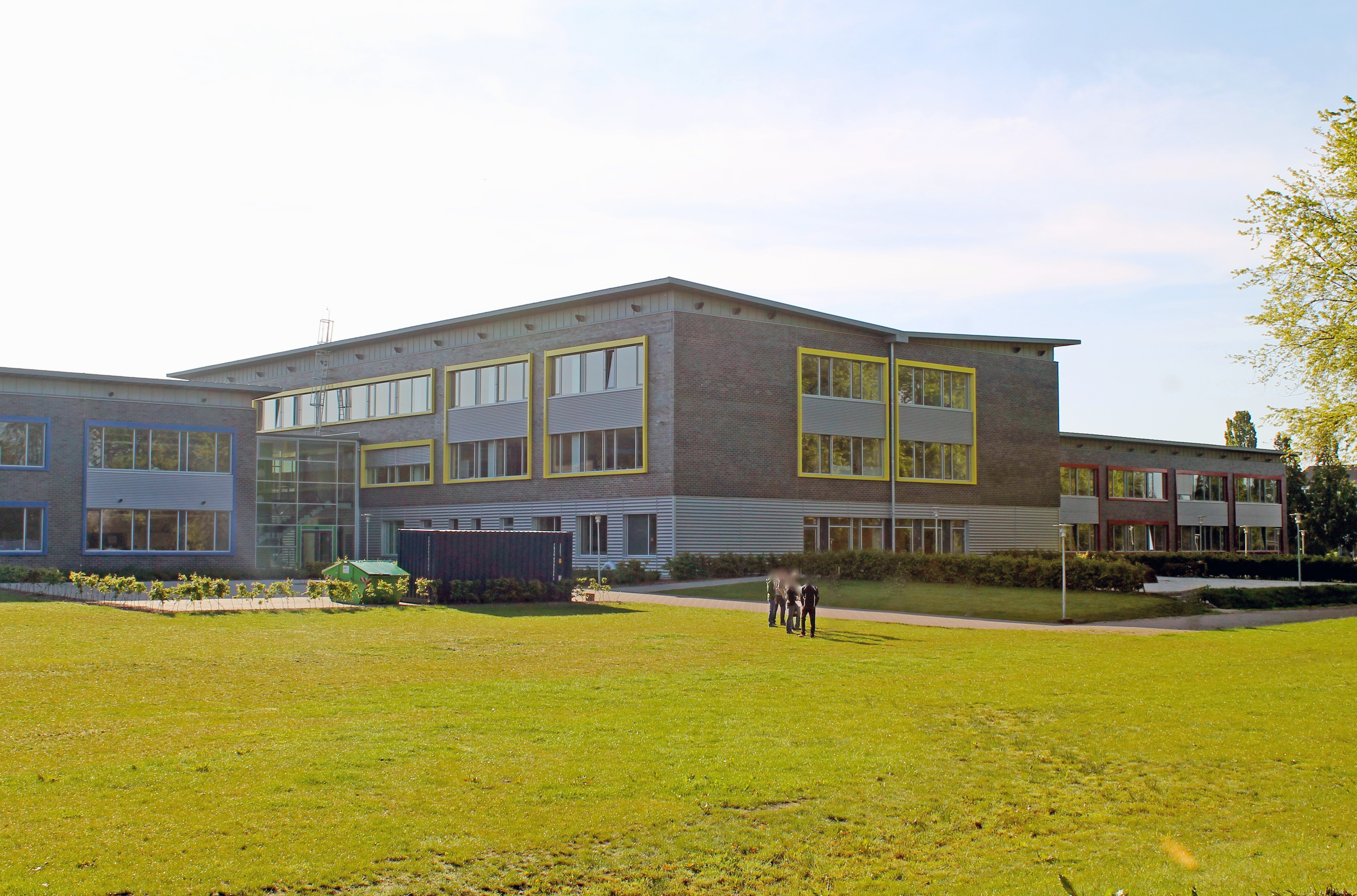
ギムナジウム「グラーフ＝フリードリヒ＝シューレ」

#### 学校
- 基礎課程学校 4校
  - アッシェン基礎課程学校
  - ゼンクト・ヒュルフェ＝ヘーデ基礎課程学校
  - ミューレンカンプシューレ
  - アン・デア・ヒンデンブルクシュトラーセ基礎課程学校
- トゥアール通りとシュレジアー通りの角の学校センターには以下の学校が含まれる。
  - 本課程学校（ヤーンシューレ）
  - ディープホルツ実科学校
  - ギムナジウム（グラーフ＝フリードリヒ＝シューレ）
  - Dr. ユルゲン・ウルデルプ職業訓練センター
- 養護学校（Dr. ヴィルヘルム＝キングホルスト＝シューレ）、ヒンデンブルク通り

#### 大学
- 私立経済・技術単科大学 (PHWT)。PHWTのディープホルツのキャンパスには機械製造、経済エンジニアリングの学科がある。この大学は、BBZ ディープホルツの建物にいくつかの部屋を有している。2018年から、それまでオルデンブルクにあった PHWT のメカトロニクスと電子工学の学科がテューリンガー通りのメカトロニクスおよび電子工学センター (ZME) に移転した[28]。

#### その他の教育機関
- 8歳から18歳までの青少年に自然科学と工学の学習機会を提供する Wissenswerkstatt Metropolregion Nord-West e.v.（直訳: 北西部大都市圏学習工房 e.V.）[29]
- パウル＝モーア＝シューレ、州認定の日常訓練施設。グラーフシャフト・ディープホルツ生活支援 gGmbH

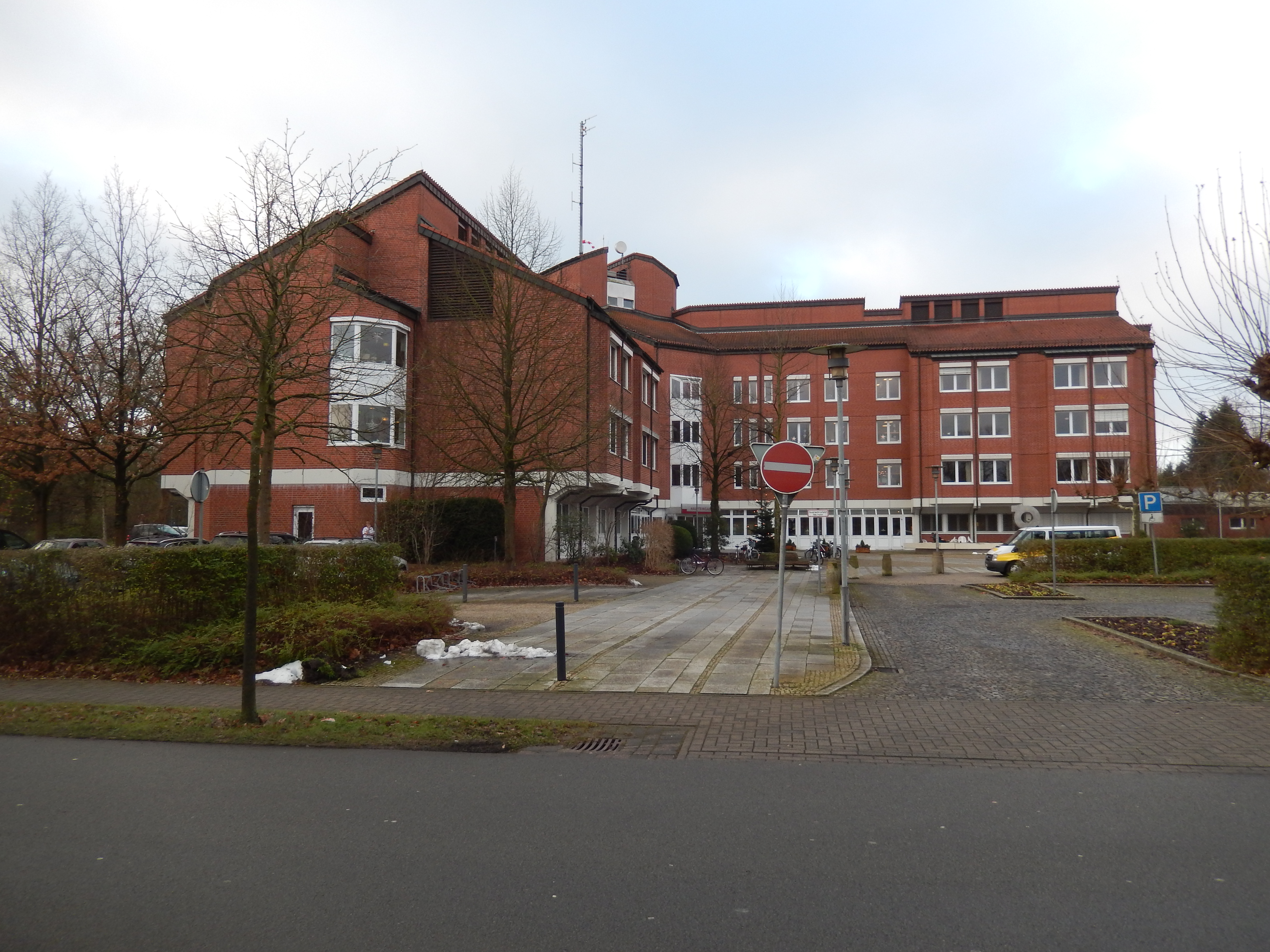
クリニーク・ディープホルツ

### 社会福祉施設
- 幼稚園 10園; 託児所 3施設
- 青年余暇センター (JFZ)、バーンホーフ通り16番地
- グラーフシャフト・ディープホルツ生活支援 gGmbH の専門介護施設「ハウス・アム・ヴァッサー」、モーア通り38番地[30]
- 老人ホーム「アナ・マルガレータ」、フォン＝ヒューネフェルト通り33番地
- カリタス・シニアセンター・ディープホルツ、シュタイン通り18番地。1946年にファルケンハルトに聖ヨーゼフ老人ホームとしてシュミット牧師によって設立された。
- クリニーク・ディープホルツ、エシュフェルト通り8番地。聖アンスガー・クリック連盟に加盟している。

### スポーツ
ディープホルツには、学校センターの運動場とミューレンカンプシューレの運動場がある。学校センターにはさらに体育館が2つある。デルフィン屋内プールは夏季には閉鎖され、そのかわりにソーラーシステムによって加温された屋外プールがオープンする。
この他に、サウナ＝スポーツパラダイスやフィットネス＝ウェルネスクラブがある。
ディープホルツやディープホルツ郡ではモータースポーツが行われている。ディープホルツ空軍基地では飛行場レースが開催されていた。ここでは1990年代にドイツツーリングカー選手権やフォーミュラ3のレースも開催された。ヴァーゲンフェルトやラーデンでは砂地のレース、シュヴァルメでは草地のレースが行われた。
スポーツクラブとしては、SG ディープホルツがあり、16のスポーツ分野で約2000人の会員が活動している。ハントバル＝シュピール＝ゲマインシャフト・バルストルフ/ディープホルツは、バルンストルフとディープホルツのハンドボール・ゲームの団体である。スカッシュクラブ 1. SC ディープホルツは1987年に創設された。

### その他

#### キャンピングカー駐車場
ディープホルツのキャンピングカー駐車場は、20台のキャンピングカーが利用でき、排水と排泄物処理を無料で行うオプションがある。ここでは飲料水の提供と無料の無線LAN接続が提供されている。

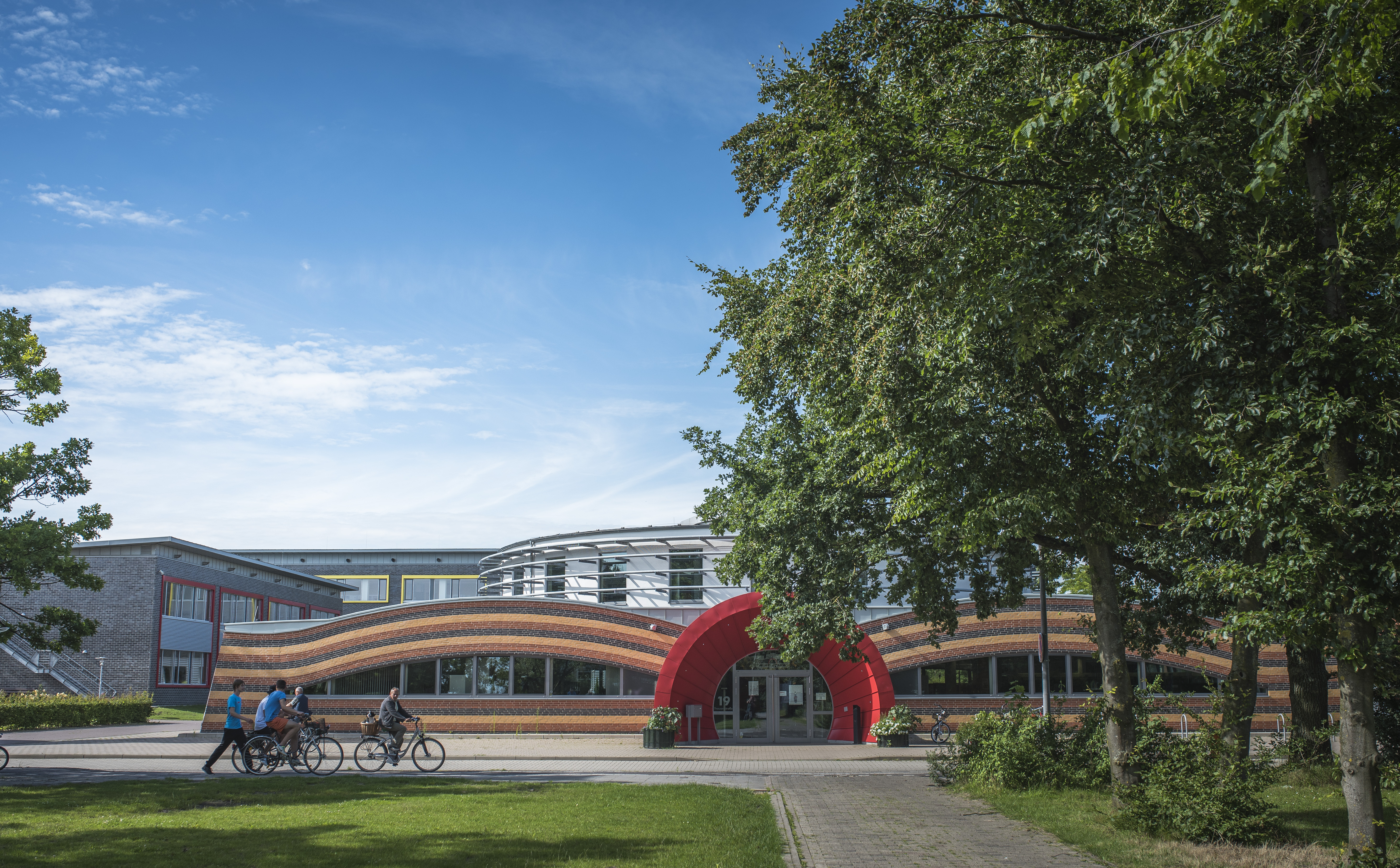
メディオテーク・ディープホルツ

#### 郡立メディアセンター
ディープホルツには、ディープホルツ郡の2つのメディアセンター（メディオテーク・ディープホルツ）のうちの1つがある。この郡立メディアセンターには、映画の他に様々なオーディオ機器やビデオ機器があり、学校や公益団体に無料で貸し出している。

#### ディープホルツァー・モーアシュヌッケ
この地域で飼育されているディープホルツァー・モーアシュヌッケ（羊）の肉は、EUでは保護された原産地表示に登録されており、これを示す印影が表示されている。

#### モニタリングポスト
連邦放射線防護局 (BfS) の局所γ線量を測定する約2000箇所の放射線モニタリングポストの1つがディープホルツにある。

## 人物

### 出身者
- ルドルフ・フォン・ディープホルツ（ドイツ語版、英語版）（1400年頃 - 1455年）聖職者。ユトレヒト司教、オスナブリュック司教を歴任した。
- ゲオルク・モラー（ドイツ語版、英語版）（1784年 -　1852年）建築家、都市プランナー。
- フリッツ・クラッテ（ドイツ語版、英語版）（1880年 -　1934年）化学者。ポリ塩化ビニルの発明者の一人。
- ヴィルヘルム・ハイレ（1881年 -　1969年）政治家。
- ロレーナ・ラエ（1994年 -　）モデル。

## 関連図書
- Martin Zeiller (1647). “Dieffolt”. In Matthäus Merian. Topographia Westphaliae. Topographia Germaniae. 8 (1 ed.). Frankfurt am Main. p. 78
- Martin Zeiller (1654). “Diepholtz”. In Matthäus Merian. Topographia Ducatus Brunswick et Lüneburg. Topographia Germaniae. 15 (1 ed.). Frankfurt am Main. pp. 74–75
- Wilhelm von Hodenberg, ed (1842). Diepholzer Urkundenbuch. Hannover (1973年に再版)
- Wilhelm Kinghorst (1912). Die Grafschaft Diepholz. Diepholz (1979年に再版)
- Emil Johannes Guttzeit (1954). Diepholz und seine Straßen. Diepholz
- Emil Johannes Guttzeit (1982). Stadt Diepholz. ed. Geschichte der Stadt Diepholz. I. Teil: Von den Anfängen bis zum ersten Jahrzehnt des 17. Jahrhunderts. Diepholz
- Klaus Giesen (2001). Die Münzen von Diepholz. Osnabrück
- Hans Gerke (1979). Gemeinde Drebber. ed. Chronik der Gemeinde Drebber. Diepholz
- Hans Gerke (1977). “Historisch-landeskundliche Exkursionskarte von Niedersachsen. Blätter Diepholz und Rahden”. In Erhard Kühlborn. Veröffentlichungen des Instituts für Historische Landesforschung der Universität Göttingen. 2
- Hans Gerke (1979). 50 Jahre Kreiskrankenhaus Diepholz
- Hans Gerke (1985). Kreissparkasse Diepholz. ed. Kennen Sie Diepholz?. Diepholz
- Hilmar Kurth, ed (1998). Günter Roberg erinnert sich. Diepholz: Schröder. ISBN 978-3-89728-022-9
- Wilfried Gerke (1999). Wo einst das Moor die Grenze war – eine Geschichte von Diepholz. Diepholz: Schröder. ISBN 978-3-89728-031-1
- Wilfried Gerke. Diepholz in alten Ansichten. Zaltbommel/Niederlande: Europ. Bibliothek. ISBN 978-90-288-6504-4
- Wilfried Gerke (2001). Von Damen und Dienstmädchen. Frauenschicksale aus fünf Jahrhunderten zwischen Diepholz und Sulingen. Diepholz: Schröder. ISBN 978-3-89728-046-5
- Falk Liebezeit; Herbert Major (1999). Auf den Spuren jüdischer Geschichte in Diepholz. Mit vollständigem Verzeichnis der Mitglieder der jüdischen Gemeinde in Diepholz. Diepholz
- Nancy Kratochwill-Gertich; Antje C. Naujoks (2005). “Diepholz”. In Herbert Obenaus. Historisches Handbuch der jüdischen Gemeinden in Niedersachsen und Bremen. Band 1 und 2. Göttingen. pp. 468–478
- Wilfried Gerke (2009). Diepholz. (= Reihe Archivbilder). Erfurt: Sutton. ISBN 978-3-86680-494-4
- Falk Liebezeit; Reinald Schröder; Peter Sobetzki-Petzold (2010). Stationen jüdischen Lebens in Diepholz. Ein Stadtrundgang. Diepholz: Schröder. ISBN 978-3-89728-125-7
- Burckhard Bode; Reinald Schröder (2012). Das Schlossturmmuseum in Diepholz. Diepholz: Schröder. ISBN 978-3-89728-126-4
- Wilfried Gerke (2010). Diepholz – eine Kreisstadt im Wandel der Zeiten, Die Geschichte von den Anfängen bis heute. Diepholz: Schröder. ISBN 978-3-89728-066-3